# Hispanismo

Países de habla hispana.

El hispanismo es una denominación para las personas que están dedicadas a los estudios de la lengua y cultura hispánica, tanto de España como de Hispanoamérica y otros territorios de habla hispana que fueron parte del antiguo Imperio español.A las personas que se dedican al estudio lingüístico y cultural de la hispanidad, se les denomina hispanistas.

## Orígenes

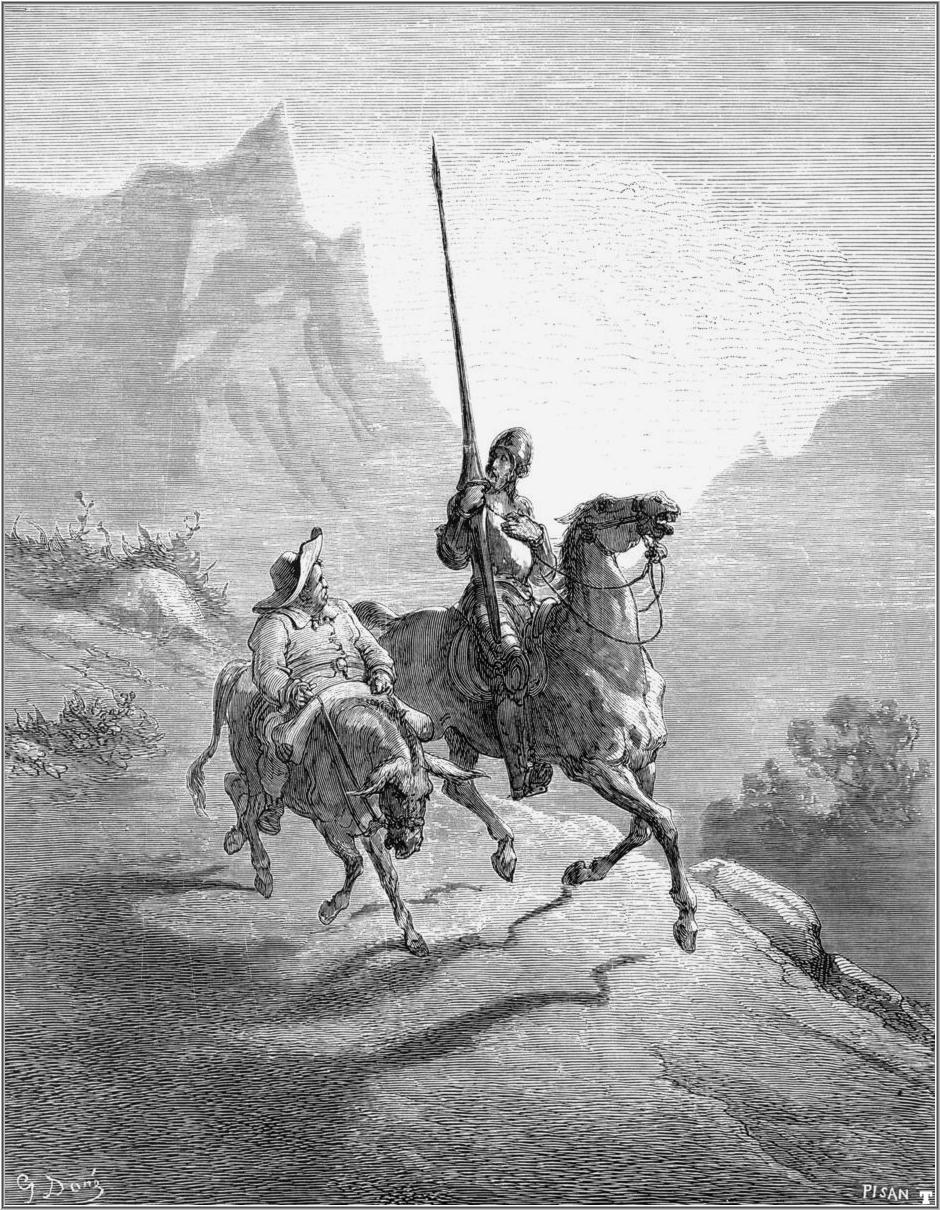
Ilustración de Gustave Doré para Don Quijote de la Mancha (1863).

Durante el siglo XVI todo lo nuevo le venía a Europa desde España: nuevas tierras conquistadas, nuevos temas, géneros y personajes literarios, nuevos bailes, nuevas modas... Pronto hubo necesidad de saber español para satisfacer más plenamente esa curiosidad, también movida por intereses comerciales y económicos, hacia la nueva potencia política, primera en ostentar un imperio europeo y ultramarino en la nueva Europa del Renacimiento. Para responder a esa demanda tomaron en primer lugar la pluma escritores españoles como Antonio de Nebrija, autor de la primera gramática impresa en una lengua románica, la Gramática castellana de 1492, y la de Juan de Valdés 1497, que compuso para sus amigos italianos que deseaban su gramática deseosos de aprender el castellano su excelentísima obra Diálogo de lengua; el licenciado Cristóbal de Villalón escribió en su Gramática castellana (Amberes, 1558) que el castellano era hablado por flamencos, italianos, ingleses y franceses.
Durante mucho tiempo, sobre todo entre 1550 y 1670, salió de las imprentas europeas una cantidad impresionante de gramáticas españolas y de diccionarios que relacionaban el español con alguna o algunas de las otras lenguas. Dos de las gramáticas más antiguas se imprimieron justamente en Lovaina: Útil y breve institución para aprender los principios y fundamentos de la lengua española (1555) y la Gramática de la lengua vulgar española (1559); las dos son anónimas.
Entre los autores extranjeros más destacados de gramáticas españolas están los italianos Giovanni Mario Alessandri (1560) y Giovanni Miranda (1566); los ingleses Richard Percivale (1591), John Minsheu (1599) y Lewis Owen (1605); los franceses Jean Saulnier (1608) y Jean Doujat (1644); el alemán Heinrich Doergangk (1614) y el neerlandés Carolus Mulerius (1630).
Compusieron diccionarios el italiano Girolamo Vittori (1602), el inglés John Torius (1590) y los franceses Jacques Ledel (1565), Jean Palet (1604) y François Huillery (1661). Tuvo también su importancia la aportación lexicográfica al hispanismo francés del alemán Heinrich Hornkens (1599) y del francoespañol Pere Lacavallería (1642).
Otros unieron en sus obras gramática y diccionario; tuvieron una especial relevancia al respecto las obras del inglés Richard Percivale (1591), del francés César Oudin (1597, 1607), del italiano Lorenzo Franciosini (1620, 1624), de Arnaldo de la Porte (1659, 1669) y del austriaco Nicholas Mez von Braidenbach (1666, 1670). Franciosini y Oudin fueron asimismo traductores del Quijote. La lista no es ni mucho menos completa y las gramáticas y diccionarios tuvieron por lo común gran número de reediciones, adaptaciones, refundiciones y aun traducciones (la Grammaire et observations de la langue espagnolle de Oudin, por ejemplo, se tradujo al latín y al inglés), hechos que indican el gran impacto que tuvo la lengua española en la Europa de los siglos XVI y XVII.
En el siglo XIX, coincidiendo con la pérdida del imperio colonial español a principios y a finales de dicho siglo y el surgimiento de las nuevas repúblicas hispanoamericanas, brota en Europa y los Estados Unidos un renovado interés por la historia, la literatura y la cultura hispánica de la antaño gran potencia, ahora decadente, y sus colonias ahora independientes.
Durante el Romanticismo se asienta la imagen de una España medieval, mora y exótica, de un país novelesco y una cultura mestiza que seduce la imaginación de los escritores de esa corriente y hace a muchos interesarse por la literatura, leyendas y tradiciones españolas. Los libros de viajes escritos por entonces mantienen y avivan aún más ese interés, que acaba por despertar un impulso más serio y científico hacia el estudio de la cultura española e hispanoamericana, que no tenía palabra acuñada para denominarse en español y se designó a fines del siglo XIX con los vocablos hispanófilo e hispanofilia (así, por ejemplo, Juan Valera), y que a principios del siglo XX terminó por llamarse Hispanismo. El traductor francés Alfred Morel-Fatio fue el creador del término hispanista (en francés hispaniste) en 1879.
El hispanismo se define, pues, como el estudio de la cultura española e hispanoamericana y especialmente de su idioma por parte de extranjeros o personas no educadas en su seno. Las naciones hispánicas han desatendido este interés, que redunda indirectamente en su propio beneficio, hasta que se fundó el Instituto Cervantes, en paralelo a instituciones como el British Council o el Instituto Goethe. Por otra parte, las comunidades autónomas españolas, deseosas de acaparar ese interés, han procurado desarrollar también dentro del hispanismo sus propias áreas, haciéndose representar en el seno de la hispanística la catalanística, la vasquística y la galleguística.

## El hispanismo en el mundo

### Hispanismo en los Estados Unidos

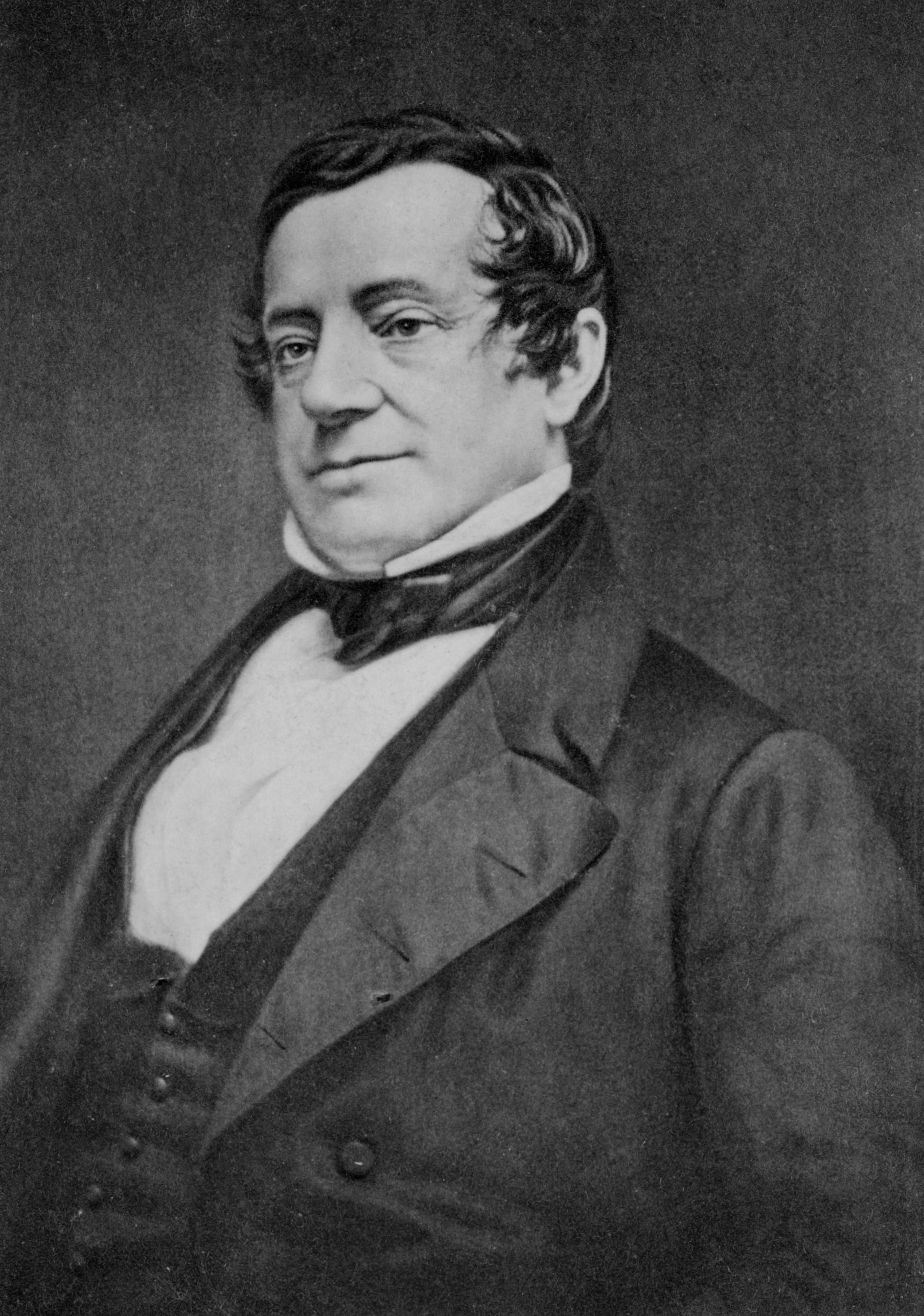
Washington Irving.

El hispanismo en Estados Unidos fue especialmente fecundo en tanto que forma parte de su historia más íntima, ligada estrechamente en el sur del país a la del Imperio español, México, Puerto Rico, Filipinas y Cuba. En los Estados Unidos hay unos treinta y cinco millones de hablantes de esta lengua, que es allí la segunda más hablada y por la minoría más importante; se mantiene activamente usada en estados como Arizona, Nuevo México, Florida, Texas y California, algunos de ellos los más ricos del país, y en ciudades populosas como Nueva York, Los Ángeles, Miami, San Antonio, San Diego, Albuquerque o San Francisco. La Asociación Americana de Profesores de Español y Portugués data de 1917. Celebra un congreso anual, que cada dos años tiene lugar fuera de los Estados Unidos; la revista Hispania es su publicación oficial. Existe, asimismo, una Academia Norteamericana de la Lengua Española.
El primer catedrático de español en los Estados Unidos fue George Ticknor, quien reunió una importantísima biblioteca de libros raros y manuscritos españoles, donada a la Boston Public Library después de rechazarla Harvard. Después de la cátedra de Harvard (1819), siguieron las de la Universidad de Virginia (1825) y la Universidad de Yale (1826). El cónsul estadounidense en Valencia, Obadiah Rich, importó numerosos libros y valiosos manuscritos que terminaron constituyendo el fondo Obadiah Rich de la Biblioteca Pública de Nueva York, y numerosas revistas editaron traducciones, sobre todo la North American Review. Muchos viajeros publicaron sus impresiones sobre España, como Alexander S. Mackenzie (A year in Spain, 1829, y Spain revisited, 1836), libros muy leídos por Irving y Poe, y otros viajeros como el periodista sefardita Mordecai M. Noah y el diplomático Caleb Cushing y su esposa. Edgar Allan Poe estudió español en la Universidad de Virginia y algunos cuentos suyos tienen fondo español. También escribió artículos críticos sobre literatura castellana. Los inicios del hispanismo propiamente dichos hay que buscarlos sin embargo en las obras de Washington Irving, que conoció a Leandro Fernández de Moratín en Burdeos en 1825 y estuvo en España en 1826 (cuando frecuentó la tertulia de la marquesa viuda de Casa Irujo, otra estadounidense, de nombre Sarah María Theresa McKean, 1780-1841) y en 1829; posteriormente, profundizó sus conocimientos de España como embajador entre 1842 y 1846; Irving estudió en bibliotecas españolas y trató en Madrid a Martín Fernández de Navarrete, una de cuyas obras utilizó como fuente para su History of the life and voyages of Colombus (1828), y amistó y se carteó con Cecilia Böhl de Faber, de donde nació una mutua influencia. Su interés romántico por lo árabe se plasmó en su Chronicle of the conquest of Granada (1829) y su Alhambra (1832). A la tertulia de McKean pertenecieron también los hijos del bostoniano de origen irlandés John Montgomery, cónsul de los Estados Unidos en Alicante, en particular el escritor George Washington Montgomery, nacido en España. Pertenecen también a la historia del hispanismo estadounidense las traducciones de clásicos españoles llevadas a cabo por Henry Wadsworth Longfellow, que pasó por Madrid en 1829 expresando sus impresiones en cartas, un diario y Outre-Mer (1833-1834). Buen conocedor de los clásicos, realizó una excelente traducción de las Coplas de Jorge Manrique. Para cumplir con sus obligaciones de profesor de español compuso unas Novelas españolas (1830) que no son sino adaptaciones de cuentos de Irving; publicó varios ensayos sobre literatura española y un drama, El estudiante español (1842), donde imita a los del Siglo de Oro. En su antología The poets and poetry of Europe (1845) reserva amplio lugar a poetas españoles. William Cullen Bryant tradujo romances moriscos y compuso un poema a "La revolución española" (1808) y otro a "Cervantes" (1878). Se relacionó en Nueva York con españoles y como director del Evening Post incluyó en la revista muchos artículos sobre temas peninsulares. Estuvo en España en 1847, relatando sus impresiones en Cartas de un viajero (1850-1857). En Madrid conoció a Carolina Coronado, de quien pasó al inglés el poema "El pájaro perdido" y la novela "Jarilla", inserta en el Evening Post. James Kennedy, juez británico en la audiencia de La Habana, publicó en inglés en 1852 una antología de poetas y de poesía española de la primera mitad del XIX que fue equivalente, para la difusión de la poesía española en el ámbito anglosajón, a lo que L'Espagne poétique de Juan María Maury en el ámbito francés. Pero el grupo más importante de hispanistas fue sin duda el bostoniano. La Historia de la literatura española de George Ticknor, profesor de español en Harvard, y las obras históricas sobre la conquista de América de William H. Prescott son sin duda contribuciones de primer orden al Hispanismo. Ticknor fue amigo de Pascual Gayangos, a quien conoció en Londres, y visitó España en 1818, recogiendo sus impresiones en Life, letters and journal (1876). Prescott compuso en primoroso estilo, pese a sus dificultades físicas de visión, concienzudas y documentadas historias sobre la conquista de México y Perú, así como una historia del reinado de los Reyes Católicos.
Otros hispanistas importantes del siglo XIX y primera mitad del XX han sido French E. Chadwick, Horace E. Flack y Marrion Wilcox, que han estudiado las relaciones hispano-estadounidenses; A. Irving Leonard, de la Universidad de Míchigan, quien se especializó en la obra de Carlos de Sigüenza y Góngora y publicó numerosos trabajos sobre literatura e historia hispanoamericanas; Hubert H. Bancroft (1832-1918) y Edward G. Bourne (1860-1908), que han reivindicado la obra de España en América. Sobre arte han escrito C. Brinton, H. Coffin, W. W. Collins, J. A. Gade, C. S. Rickets, L. Williams y Edith F. Helman; esta última ha estudiado a Goya en Trasmundo de Goya (Madrid 1964). Jeremiah D. M. Ford (1873-1958) es autor de las antologías Old Spanish Readings (1906) y Spanish Anthology (1901). Charles Carroll Marden hizo la edición crítica del Poema de Fernán González y editó el anónimo Libro de Apolonio y los Milagros de Nuestra Señora Gonzalo de Berceo; Katherine R. Whitmore, musa inspiradora del ciclo poético más importante de Pedro Salinas, se ha ocupado de lírica contemporánea y de la generación del 98. Charles Philip Wagner hizo una Spanish Grammar y estudió las fuentes de El Caballero Cifar; George T. Northup realizó ediciones de textos medievales como El libro de los gatos; Raymond S. Willis estudió el Libro de Alexandre; su homónimo Raymond R. MacCurdy realizó estudios y ediciones fundamentales sobre Francisco Rojas Zorrilla; Lewis U. Hanke se especializó en la historiografía de Indias, y publicó excelentes estudios sobre el padre Bartolomé de las Casas; Ada M. Coe, Benjamin B. Ashcom, Ruth Lee Kennedy y Gerald Edward Wade estudiaron particularmente el teatro y en esta materia Sylvanus Grisworld Morley y Courtney Bruerton establecieron por primera vez una cronología sólida de las obras dramáticas de Lope de Vega; Sturgis E. Leavitt se dedicó a los estudios bibliográficos; Edwin B. Place analizó la vida y obra de María de Zayas y editó el Amadís de Gaula; Nicholson B. Adams se consagró al drama romántico; Henry H. Carter editó el Cancionero de Ajuda; J. P. Wickersham Crawford estudió la vida y las obras de Cristóbal Suárez de Figueroa; Edwin B. Williams compuso un diccionario bilingüe; y Henry R. Kahane, el profesor de Harvard Dwight L. Bolinger y Norman P. Sacks escribieron sobre gramática y lingüística.
Antes de la guerra civil española ya enseñaban en EE. UU. varios profesores y filólogos españoles: se destacan Federico de Onís, Ángel del Río, Joaquín Casalduero y Antonio Solalinde. Pero los estudios hispánicos en los Estados Unidos recibieron un gran auge a partir de 
1939, con el autoexilio de intelectuales que o no podían o no querían vivir en la España de Franco. Dispersos por todo el mundo, muchos llegaron a parar a los Estados Unidos, pasando en varios casos años difíciles, obligados a aceptar cualquier posición vacante. Enseñaron en las universidades estadounidenses Joaquín Gimeno Casalduero (sobrino de Joaquín Casalduero), Francisco García Lorca — hermano menor de Federico —, José Fernández Montesinos, José Francisco Cirre, Jorge Guillén, Pedro Salinas, Claudio Guillén, César Barja, Diego Marín, Homero Serís, Agapito Rey, Vicente Lloréns, Jerónimo Mallo o Américo Castro; otros vinieron después, como Francisco Ruiz Ramón. El emigrante español y filántropo Gregorio del Amo creó además en Los Ángeles la Fundación del Amo para fomentar los intercambios culturales entre ambos países. Entre los discípulos en la Universidad de Princeton de Américo Castro figuran, aparte del español Juan Marichal, Edmund L. King, gran especialista en la obra de Gabriel Miró, Albert A. Sicroff y Stephen Gilman; este último fue un penetrante estudioso de La Celestina. Rudolph Schevill editó con Adolfo Bonilla las Obras completas de Miguel de Cervantes; Joseph G. Fucilla estudió la huella italiana en las letras hispánicas y el famoso mecenas Archer Milton Huntington, que tuvo por profesor a otro hispanista, William Ireland Knapp, fundó la Hispanic Society, uno de los pilares fundamentales del hispanismo estadounidense del siglo XX.
Otros importantes hispanistas estadounidenses en el siglo XX fueron Otis H. Green, profesor de la Universidad de Pensilvania, y que fue codirector de Hispanic Review, la más famosa revista del hispanismo en aquel país; Yákov Malkiel, Ralph Hayward Keniston, a quien se debe un útil estudio sobre la sintaxis del Siglo de Oro; Lloyd Kasten y Lawrence B. Kiddle, que editaron algunas obras de Alfonso X el Sabio; Erwin Kempton Mapes, especializado en el Modernismo; John E. Englekirk, reputado hispanoamericanista que estudió además la huella de Edgar Allan Poe en las literaturas hispánicas; John Esten Keller, editor de repertorios de cuentos medievales; Leo Spitzer, Alan S. Trueblood, Laurel H. Turk, Bruce W. Wardropper, Anthony Zahareas, Walter T. Pattison, Richard Pattee, Russell P. Sebold, especializado en el convulso tránsito entre el siglo XVIII y XIX, Edwin S. Morby, editor de las novelas de Lope de Vega; James O. Crosby, experto quevedista; John McMurry Hill, autor de ediciones de teatro clásico y glosarios y bibliografías; el canadiense Harry W. Hilborn, que compuso una cronología de las obras de Pedro Calderón de la Barca; Richard Herr, con un importante libro sobre la España dieciochesca, John Dowling, Elías L. Rivers, el gran especialista en Garcilaso; Donald F. Fogelquist; Karl Ludwig Selig, estudioso de las relaciones entre la emblemática y la literatura del Siglo de Oro; Victor R. B. Oelschläger; William H. Shoemaker, gran estudioso de Benito Pérez Galdós; Albert Sicroff, autor de un clásico estudio sobre los estatutos de limpieza de sangre; Charlotte Stern, estudiosa del teatro medieval español; Christopher Maurer, editor y estudioso de la obra de Federico García Lorca, traductor de Baltasar Gracián y biógrafo de Francisco de Figueroa; Kenneth R. Scholberg, Kessel Schwartz, el musicólogo de origen alemán Kurt Schindler, etc. El hispanismo estadounidense continúa aún vigoroso con figuras tan activas como el cervantista Daniel Eisenberg, David T. Gies, estudioso de la literatura decimonónica en español, o A. Robert Lauer, consagrado al análisis del teatro clásico español del Siglo de Oro.
En Estados Unidos hay importantes sociedades que se dedican al estudio, conservación y divulgación de la cultura española. Ya se ha hablado de la Hispanic Society of America, que es la más conocida; también hay bibliotecas especializadas en materia hispánica, como la de la Universidad de Tulane, en Nueva Orleans. Algunas de las revistas más importantes son: Hispanic Review, Revista Iberoamericana, Hispania, Revista Hispánica Moderna, Modern Language Notes (MLN), Dieciocho y, entre otras, Cervantes.

### Hispanismo en Canadá
El hispanismo en Canadá tiene sus orígenes en el siglo XVIII cuando Juan Francisco de la Bodega y Cuadra completó el primer viaje documentado en el Pacífico Noroeste, también conocido informalmente como la zona de Cascadia. Hoy en día abarca la provincia canadiense de la Columbia Británica y los estados estadounidenses de Washington, Oregón, y Alaska. Con esta expedición, Cuadra reafirmaba la reclamación de Vasco Núñez de Balboa de toda la costa pacífica de las Américas para el Imperio Español, basada así misma en el Tratado de Tordesillas, firmado en 1494 entre España y Portugal.
Además, anteriormente el navegador mallorquín Juan José Pérez Hernández partió de Nueva Galicia con instrucciones para buscar posibles asentamientos rusos en Alaska y defender la reclamación hispánica de la región. Pérez Hernández llegó hasta 55° grados de latidud norte, y fue el primer europeo en llegar al archipiélago de la Reina Carlota y la influyente Isla de Cuadra y Vancouver, que contiene la actual capital de la Columbia Británica; la ciudad de Victoria (cabe destacar que una de las vías más importantes de la ciudad lleva el nombre de Quadra). Pérez Hernández incluso llegó a intercambiar bienes con los indígenas de la isla en la Punta de San Estebán. El legado hispánico aún se puede percibir en la zona gracias a lugares con nombres españoles como la Bahía de Córdoba o el Estrecho de Juan de Fuca. 
Posteriormente se realizó otra expedición más norteña, en la cual se verificó la ausencia de asentamientos rusos. Los navegantes españoles llegaron hasta 59° de latidud norte, aterrizando numerosas veces para reafirmar la reclamación hispánica.
En el otro lado Canadá, a unos 4000 kilómetros de distancia en la costa atlántica, también hay rastros del legado hispánico. Pescadores y balleneros vascos llegaron tan lejos como el Golfo de San Lorenzo, donde tan pronto como principios del siglo XVI utilizaban un puerto natural, actualmente conocido como Channel-Port aux Basques (el Puerto de los Vascos), de la isla de Terranova como refugio de las duras condiciones y lugar donde obtener agua dulce del pequeño río llamado Dead Man's Brook, que desemboca allí. Desde allí volvían a la península ibérica o iban aún más lejos al frígido Mar de Labrador, donde había más ballenas y la pesca era más favorable.
Geoffrey Stagg fue por muchos años profesor en Toronto. En Canadá se publica la Revista Canadiense de Estudios Hispánicos.

### Hispanismo en Francia y Bélgica

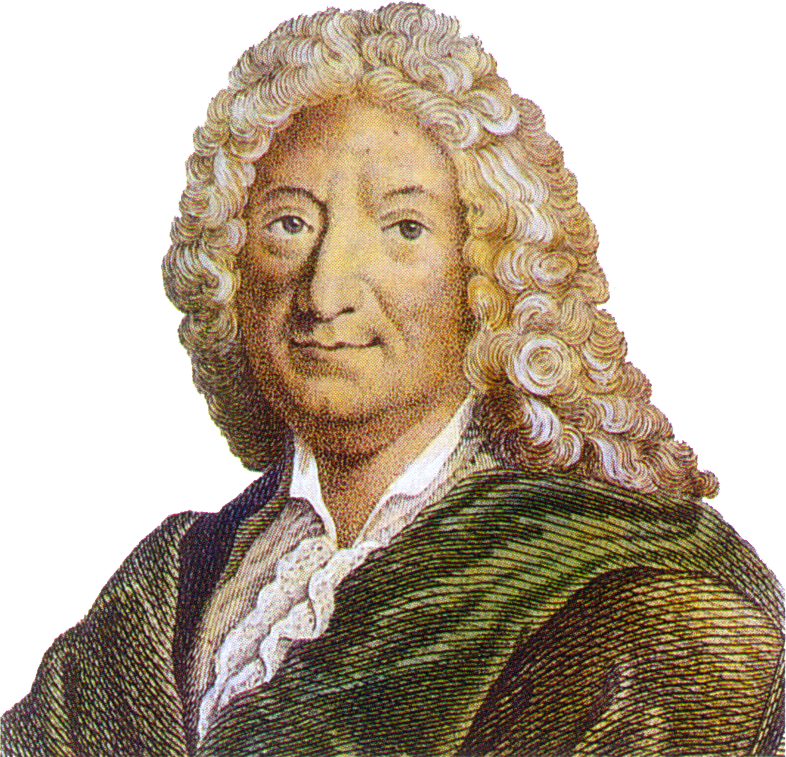
Alain-René Lesage, autor de la novela picaresca Gil Blas de Santillana

La historia del hispanismo en Francia es muy antigua y arranca del poderoso influjo que ejerció la literatura del Siglo de Oro sobre autores como Pierre Corneille o Paul Scarron. Ya se han citado al principio de este trabajo las numerosas gramáticas y diccionarios que se escribieron por parte de naturales de Francia; pero también hubo protestantes españoles que huían de la Inquisición y tomaron por oficio la enseñanza de la lengua española, como por ejemplo el autor de la Segunda parte del Lazarillo de Tormes, Juan de Luna. El Parfaicte méthode pour entendre, escrire et parler la langue espagnole (Paris: Lucas Breyel, 1597) del benemérito Charpentier fue olvidado en seguida por la gramática de César Oudin (también de 1597) que sirvió de modelo a la mayor parte de las que después se escribieron en francés. Michel de Montaigne leyó a los Cronistas de Indias y tuvo como uno de sus modelos a fray Antonio de Guevara. Tomaron argumentos y personajes de la literatura española Pierre Corneille, Paul Scarron, Molière, Alain-René Lesage o Jean-Pierre Claris de Florian; los hispanistas Ernest Martinenche y Guillaume Huszár han estudiado la huella del teatro clásico español en el francés. El escritor François de Rosset (1571 - 1619) tradujo las Novelas ejemplares y la segunda parte del Quijote de Cervantes al francés.
Viajaron por España en el siglo XIX y dejaron testimonio escrito de ello pintores como Eugène Delacroix, Henri Regnault y Georges Clairin; escritores tan importantes como Alexandre Dumas, Théophile Gautier, George Sand, Stendhal, Hippolyte Taine o Prosper Merimée; viajeros como Jean François Bourgoing, Charles Davillier, Louis Viardot, Isidore Justin Séverin, Charles Didier, Alexandre de Laborde, Antoine de Latour, Joseph Bonaventure Laurens, Edouard Magnien, Pierre Louis de Crusy y Antoine Fréderic Ozanam. François René de Chateaubriand volvió de Jerusalén a través de España y contó su viaje. Louis Viardot fue un gran traductor de obras españolas; Víctor Hugo estuvo en España acompañando a su padre el general Hugo en 1811 y 1813, se envanecía en llamarse grande de España y conocía el idioma y lo usaba; hay numerosas alusiones, entre otras figuras y textos, al Cid y a la obra de Cervantes en sus obras, de forma que se podría escribir artículo aparte sobre la presencia de la cultura española en su obra; Prosper Merimée (que ya antes de realizar sus repetidos viajes a España ya había plasmado su visión intuitiva de la misma en El teatro de Clara Gazul (1825) y en La familia de Carvajal (1828); hizo muchos viajes entre 1830 y 1846, dejando numerosos amigos, entre ellos el Duque de Rivas y Antonio Alcalá Galiano, y escribió unas Lettres adressées d'Espagne au directeur de la Revue de Paris que son esbozos costumbristas inapreciables y entre los cuales destaca su descripción de una corrida de toros, espectáculo al que desde entonces se aficionó; son obras clásicas sobre España sus novelas cortas Las almas del Purgatorio (1834), que traspasa el tema de don Juan Tenorio a Salamanca, como hará más tarde José de Espronceda en su El estudiante de Salamanca, y Carmen (1845); Henri Murger incorporó elementos cervantinos a sus Escenas de la vida en Bohemia y el mismo Gustave Flaubert hizo de su Madame Bovary "un Quijote con faldas". Sólo sobre el influjo de Miguel de Cervantes podría hacerse capítulo aparte; Honoré de Balzac fue amigo de Francisco Martínez de la Rosa y le dedicó su novela El verdugo (1829). Hay que recordar también que Martínez de la Rosa estrenó Abén Humeya en París en 1831. El Romancero se incluyó en la Bibliothèque universelle de romans que se publicó en 1774. Auguste Creuzé de Lesser publicó los Romances du Cid en 1814, comparándolos como Herder con la épica griega, y se reimprimieron en 1823 y 1836, dando mucho que fabular al movimiento romántico francés, aparte de escribir un Amadis de Gaule, poème... (1813). El hermano de Víctor, el periodista y editor Abel Hugo, que destacó siempre el valor literario del Romancero, tradujo y editó en 1821 un Romancero e historia del rey don Rodrigo y en 1822 los Romances historiques traduits de l'espagnol. Compuso también un vaudeville, Les français en Espagne (1823), fruto de su interés por este país, en el que había estado de joven con su hermano en el Seminario de Nobles de Madrid en tiempo del rey José. El erudito Antoine de Latour (1808-1881), habitual crítico y divulgador de la literatura española en las revistas parisinas, fue secretario del influyente duque de Montpensier, pretendiente al trono español, y pasó casi toda su vida en España ayudando como mecenas a muchos de los escritores católicos españoles. Madame de Stäel contribuyó al conocimiento de la literatura española en Francia como lo hizo con el conocimiento de la alemana, tan principal para introducir el Romanticismo en el país. Para ello tradujo el Curso de literatura dramática de Friedrich von Schlegel en 1814 y el tomo IV de la obra de Bouterwek, al que impuso el título de Histoire de la littérature espagnole en 1812. También ayudó a difundirla el suizo Simonde de Sismondi con su estudio De la littérature du midi de l'Europe (1813). En este sentido tuvo una importancia capital la antología de poesía castellana posterior al siglo XV traducida y editada con introducciones y notas por Juan María Maury bajo el título L'Espagne poétique, en 1826–1827, en dos volúmenes. La casa editorial Baudry publicó en París muchas obras de románticos españoles e incluso mantuvo una Colección de los mejores autores españoles de la que se encargó Eugenio de Ochoa, escritor español que prácticamente era bilingüe y vivía la mitad del tiempo en París.

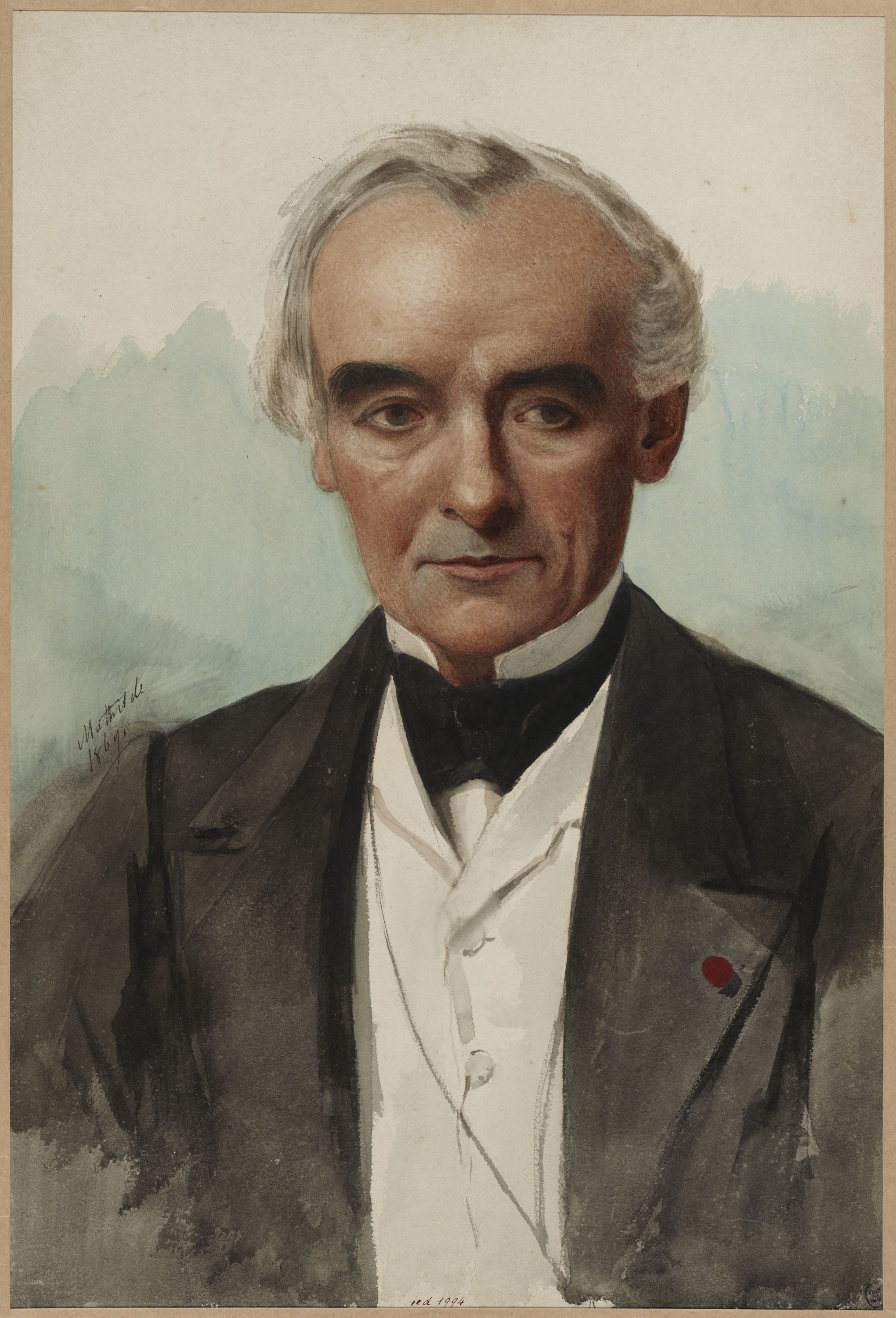
Prosper Mérimée.

Visiones de España la ofrecieron los libros de viajes de Madame d'Aulnoy, Saint-Simon, Théophile Gautier (que recorrió España en 1840 y publicó un Voyage en Espagne (1845) y una España (1845), llenos de sensibilidad pintoresca y colorido, tanto, que sirvieron de inspiración a los mismos españoles (poetas como Zorrilla y narradores como los de la generación del 98) y Alexandre Dumas (que asistió en Madrid a la representación de Don Juan Tenorio de José Zorrilla y dejó unas Impressions de voyage (1847-1848) bastante negativas sobre sus experiencias; su drama Don Juan de Marana resucita la leyenda donjuanesca, cambiando el final tras haber visto la versión de Zorrilla en la tardía edición de 1864. François-René de Chateaubriand pasó por la península en 1807 y tuvo alguna intervención en la invasión de los Cien mil hijos de San Luis en 1823; lo contó en sus Mémoires d'Outre tombe (1849-1850). Por entonces quizá concibió escribir Les aventures du dernier Abencerraje (1826), exaltando la caballerosidad hispanoárabe, aunque ya Victor-Joseph Étienne de Jouy había escrito un libreto de ópera sobre el mismo tema, Los Abencérages (1813) con música de Luigi Cherubini, además de otra sobre Hernán Cortés Fernand Cortez (1809) con música de Gaspare Spontini. Muy leídas fueron las Lettres d'un espagnol (1826) de Louis Viardot, que estuvo en España en 1823. Albert Savine tradujo obras del español y del catalán y escribió un importante trabajo sobre el Naturalismo en España. Stendhal dedicó el capítulo "De l'Espagne" en su ensayo De l'amour (1822). Visitó luego la Península en 1834. George Sand pasó una temporada en Mallorca con Chopin (1837-1838), instalados en la tétrica Cartuja de Valldemosa, como ella misma recuerda en Un hiver au midi de l'Espagne (1842) y en sus Memorias. Victorien Sardou ambientó su pieza La bruja (1904) en la España del siglo XVI. La pintura clásica española ejerció un influjo formidable sobre Manet, y más recientemente sobre la pintura francesa moderna en general Pablo Ruiz Picasso o Salvador Dalí. La música española marcó a compositores como Georges Bizet, Emmanuel Chabrier, Édouard Lalo, Ravel, Debussy, etc.
En Bélgica destacan Lucien-Paul Thomas y Pierre Groult, que estudió principalmente la mística castellana en relación con la flamenca; impulsaron los estudios hispánicos en Francia Pierre Paris, Ernesto Merimée, fundador del Instituto Francés de Madrid, creador de un Manual de historia de la literatura española y estudioso de Quevedo y Guillén de Castro, su hijo Henri; Léo Rouanet, Jean Joseph Stanislas Albert Damas Hinard, Jean-Josep Saroïhandy, Jean Camp, Georges Cirot, Théodore de Puymaigre, Desdevises du Dézert, Gaston Paris, Adolphe de Puibusque, Raymond Foulché-Delbosc, Eugène Kohler, Ernest Martinenche, Guillaume Huszár, Marcel Bataillon, Alfred Morel-Fatio, Maurice Legendre Jean Sarrailh, Jean Cassou, Félix Lecoy, Valery Larbaud, Pierre Fouché, Marcel Lepée, Henri Gavel, Jean Ducamin, Pierre Le Gentil, Israël Salvator Révah, Noel Salomon, Alain Guy, Maxime Chevalier, Louis Combet, Georges Demerson, Marcelin Défourneaux, Charles Vincent Aubrun, Robert Marrast, Gaspard Delpy, Pierre Vilar, Bartolomé Benassar, Joseph Pérez, Jean Canavaggio, Jean Descola, René Andioc, Albert Dérozier, Claude Morange, Marc Vitse, Robert Jammes, Frédéric Serralta, Lucienne Domergue, Théodore Joseph Boudet, Adolphe Coster, Claude Couffon, Maurice Molho...
En la actualidad los centros más importantes del Hispanismo en Francia se encuentran en las universidades de Burdeos y de Toulouse, y en París, donde existe el llamado Institut des Études Hispaniques, fundado en 1912. Se editan además revistas muy prestigiosas, como el Bulletin Hispanique.

### Hispanismo en Gran Bretaña e Irlanda

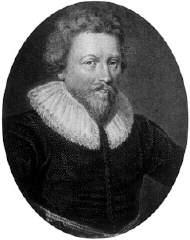
John Fletcher.

El primer libro español traducido al inglés fue La Celestina; se trata de una adaptación en verso publicada en Londres entre 1525 y 1530 y atribuida por algunos a John Rastell, del cual sólo consta que la hizo imprimir. Comprende únicamente los cuatro primeros actos y está hecha sobre la versión italiana de Ordóñez. Se la conoce habitualmente como Interlude y su título original es A new comedy in English in manner of an interlude right elegant and full of craft of rethoric: wherein is shewed and described as well the beauty and good properties of women, as their vices and evil conditions with a moral conclusion and exhortation to virtue. El diplomático isabelino Robert Beale (1541-1601) editó una bibliografía sobre libros que trataban de España. El poeta escocés William Drummond (1585-1649) tradujo a Garcilaso de la Vega y a Juan Boscán. Los ingleses conocían bien las obras maestras de la literatura castellana, que fueron bien pronto traducidas, sobre todo el Amadís de Gaula de Garci Rodríguez de Montalvo y la Cárcel de amor de Diego de San Pedro. Sir Philip Sidney había leído los Siete libros de la Diana del hispanoportugués Jorge de Montemayor y la poesía de este le influyó grandemente. John Bourchier tradujo el Libro áureo de Marco Aurelio de fray Antonio de Guevara. David Rowland tradujo el Lazarillo de Tormes en 1586 y seguramente esta obra inspiró la primera novela picaresca inglesa, El viajero infortunado (1594) de Thomas Nashe. La Celestina se tradujo, esta vez ya íntegra, a fines del XVI: (en Londres, J. Wolf, 1591; Adam Islip, 1596; William Apsley, 1598 etcétera). Algunos de los traductores de esa época viajaron o vivieron por un tiempo en España, como Lord Berners, Bartholomew Yong, Thomas Shelton, Leonard Digges o James Mabbe. William Cecil (Lord Burghley, 1520-1598) poseía sin duda la más extensa biblioteca de libros en español de Inglaterra, pero sus simpatías hacia España y sus negociaciones no lograron evitar la guerra de Felipe II contra Isabel I.
El teatro isabelino también sufrió el poderoso influjo del Siglo de Oro español: John Fletcher, habitual colaborador de Shakespeare, tomó a manos llenas de Cervantes: del Quijote para su Cardenio, escrito en colaboración con Shakespeare, quien fue por otra parte un insospechado lector de Juan Luis Vives. Fletcher imitó también la famosa novela en su más conocido Caballero del batidor ardiente. También tomó del Persiles para su La costumbre del país y de La ilustre fregona para su La bella moza de la venta. Thomas Middleton y William Rowley se inspiraron en La gitanilla para escribir su The Spanish Gipsy (1623). La primera traducción del Quijote a una lengua extranjera fue la versión inglesa de Thomas Shelton (primera parte, 1612, segunda, 1620). El siglo no terminó sin ver la primera imitación inglesa de esta obra: el poema satírico Hudibras (1663-78), de Samuel Butler. Además algunos grandes poetas del Siglo de Oro fueron traducidos al inglés por Richard Fanshawe, que murió en Madrid. Destacaron también las traducciones de obras literarias e históricas del Siglo de Oro por John Stevens.
Ya en el siglo XVIII, destaca una lujosa edición londinense del Quijote en castellano (1738) preparada por el entusiasta cervantista judío sefardí Pedro Pineda, con introducción del novator Gregorio Mayáns y Siscar y excelentes grabados. Hubo con poca diferencia dos traducciones nuevas del Quijote, la de Jarvis (1742) y la del escritor de novela picaresca Tobías Smollet, (1755). Smollet aparece como un gran lector de narrativa española y sus obras llevan ese sello siempre presente. Por otra parte, la mejor obra de la escritora dieciochesca Charlotte Lennox es precisamente La mujer Quijote (1752) y a Cervantes se debe también la inspiración de El Quijote espiritual, de Richard Graves. El clérigo inglés John Bowle realizó la que es sin disputa la mejor edición comentada y crítica del Don Quijote del siglo XVIII, en 1781, y es el primero, de cualquier país, a quien se aplicó la etiqueta "hispanista". También aprendieron de Cervantes los novelistas Henry Fielding y Lawrence Sterne. En cuanto a los viajeros británicos por España en este siglo que dejaron testimonio escrito de su paso, y siguiendo un orden cronológico, podemos citar a John Durant Breval, Thomas James, Wyndham Beawes, James Harris, Richard Twiss, Francis Carter, William Dalrymple, Philip Thiknesse, Henry Swinburne, John Talbot Dillon, Alexander Jardine, Richard Croker, Richard Cumberland, Joseph Towsend, Arthur Young, William Beckford, John Macdonald, Robert Southey y Neville Wyndham.

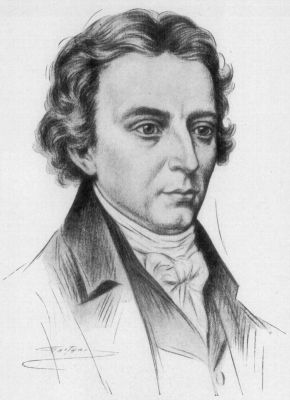
Robert Southey, poeta e hispanista inglés.

A caballo del siglo siguiente están John Hookham Frere y Henry Richard Vassal Fox, más conocido como lord Holland (1773-1840), gran amigo de Melchor Gaspar de Jovellanos y de Manuel José Quintana, y benefactor de José María Blanco-White. Lord Holland visitó España en numerosas ocasiones y escribió sus impresiones sobre esos viajes, aparte de coleccionar libros y manuscritos y elaborar una biografía de Lope de Vega. Tenía abierta su casa a todos los españoles, sobre todo a los emigrados liberales que en el siglo XIX llegaron al barrio londinense de Somers Town huyendo de la represión absolutista fernandina, o que sencillamente no soportaban el dogmatismo religioso e ideológico del país. Muchos subsistieron haciendo traducciones o enseñando el idioma a ansiosos ingleses, la mayoría deseosos de comerciar con Hispanoamérica, pero otros también con curiosidad por aprender algo sobre la literatura medieval española, muy del gusto romántico. Uno de los emigrados, Antonio Alcalá Galiano, divulgó la literatura española en una cátedra de español creada en la Universidad de Londres en 1828 y publicó sus apuntes. El editor Rudolph Ackerman montó un gran negocio editando Catecismos (libros de texto) sobre las más dispares materias en español para las nacidas nuevas repúblicas hispanoamericanas, muchos de ellos compuestos por emigrados españoles. 
Los artistas también sintieron el embrujo de España: el escocés sir William Stirling escribió Anales de los artistas de España y el gran arquitecto y diseñador Owen Jones Planos, alzados, secciones y detalles de la Alhambra. El pintor John Phillips fue llamado "Felipe de España" y "El Español" a causa de su pasión por la cultura española, y su colega James Ballantine lo pintó en 1864 en su estudio terminando un cuadro de bandoleros. También viajaron repetidamente a España pintores escoceses como David Roberts o Arthur Melville. David Wilkie, que también estuvo en España, pintó numerosas escenas de la guerra de la Independencia de forma paralela a Goya. Matthew G. Lewis ambientó algunas de sus obras en España. La protagonista de La abadía de Northanger de Jane Austen está tan chalada por las novelas góticas que se ha leído como Don Quijote los libros de caballerías.
Walter Scott fue un cervantista entusiasta e intentó traducir algún romance. A España y su historia dedicó el poema narrativo The Vision of Roderick (1811). Thomas Rodd tradujo algunos romances. También sintió gran interés por España Lord Byron, lector del Don Quijote y traductor del romance Ay de mi Alhama en una parte de su Childe Harold, por no hablar de su Don Juan. Richard Trench fue traductor de Calderón de la Barca y amigo de los españoles emigrados, de los cuales algunos escribieron en inglés y en español, como José María Blanco White o Telesforo de Trueba y Cossío, y muchos de ellos difundieron el conocimiento de la lengua española y su literatura, como Juan Calderón, que tuvo cátedra de español en el King's College. John Hookham Frere fue amigo del Duque de Rivas cuando estaba en Malta y tradujo al inglés algunas poesías medievales y clásicas. Fueron hispanistas los hermanos Jeremiah Holmes y Benjamín B. Wiffen, el poeta lakista Robert Southey, que tradujo el Amadís de Gaula y el Palmerín de Inglaterra al inglés, entre otros trabajos estimables. Los novelistas ingleses recibieron un fuerte influjo cervantino, en especial Charles Dickens, quien creó a una quijotesca pareja en el señor Pickwick y Sam Weller de sus Papeles póstumos del club Pickwick. John Ormsby tradujo el Cantar de Mío Cid y Don Quijote. Percy Bysshe Shelley dejó en su obra huellas de su devoción por Pedro Calderón de la Barca. El políglota John Bowring viajó a España en 1819 y dejó de este viaje unas Observations. Viajeros clásicos son Richard Ford, cuyo Handbook for travellers in Spain (1845) fue reeditadísimo, y George Borrow, autor de un delicioso libro de viajes, La Biblia en España, traducido al español por Manuel Azaña. El irlandés Terence MacMahon Hughes, el poeta calderonista Edward FitzGerald, el historiador de la literatura James Fitzmaurice-Kelly, "padre" de toda una generación británica de hispanistas como Edgar Allison Peers o Alexander A. Parker. Otros hispanistas destacados han sido el irlandés Frank Pierce, estudioso de la poesía épica culta del Siglo de Oro; John Brande Trend, historiador de la música española; Edward Meryon Wilson, autor de una espléndida traducción al inglés de las Soledades de Luis de Góngora (1931); Norman David Shergold, estudioso del auto sacramental; John E. Varey, que documentó la evolución de las formas parateatrales en el Siglo de Oro; Geoffrey Ribbans, William James Entwistle, Peter Edward Russell, Nigel Glendinning, Ian Michael, Henry Ettinghausen, Brian Dutton, Gerald Brenan, John H. Elliott, Raymond Carr, Henry Kamen, John H. R. Polt, Hugh Thomas, Colin Smith, Edward C. Riley, Keith Whinnom, Paul Preston, Alan Deyermond, Ian Gibson...
La Asociación de Hispanistas de Gran Bretaña e Irlanda (AHGBI) fue la primera de todas las sociedades de hispanista, junto con la japonesa, al haberse fundado en 1955 por un grupo de profesores universitarios reunidos en Saint Andrews. Desde entonces se han organizado congresos anuales y en 2005 tendrá lugar el quincuagésimo. La AHGBI desempeñó un papel decisivo en la creación de la Asociación Internacional de Hispanistas, AIH, cuyo primer congreso se celebró en Oxford en 1962. Dicha asociación cual tiene congresos y publican sus actas

### Hispanismo en Alemania, Austria y Suiza

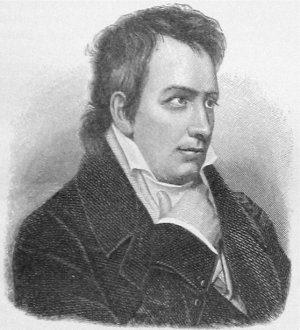
Ludwig Tieck.

La Asociación Alemana de Hispanistas se funda en 1977 y desde entonces existe un hispanismo independiente y autónomo en Alemania que celebra un congreso bienal. En este momento el español frecuentemente supera al francés en número de estudiantes. Existen más o menos cuarenta departamentos de Filología Románica en Alemania y más de diez mil alumnos de español. Siendo uno de los mayores representantes actuales del hispanismo alemán el profesor Walther Bernecker de la Universität Erlangen-Nürenberg.
Fuera de la imitación de la novela picaresca por Hans Jakob Christoph von Grimmelshausen, el hispanismo en Alemania floreció con fuerza en torno a la devoción que suscitó su Romanticismo por Miguel de Cervantes y sobre todo por el dramaturgo áureo Pedro Calderón de la Barca y Baltasar Gracián, aunque ya hay grandes interesados en el país en el siglo XVIII, como el embajador austriaco Giusti, cuyos escritos han sido publicados por Hans Juretschke. Pueden considerarse los primeros al filólogo Friedrich Diez (1794-1876), que su Gramática de las lenguas románicas (1836-1843) y el Diccionario etimológico de las lenguas románicas (1854) confiere al español un lugar importante; publicó su primer trabajo hispanístico, Altspanische Romanzen (Romances medievales españoles, 1819), cuando ya se había despertado el interés por lo español en otros autores, como Johann Andreas Dieze, con su importante traducción ampliada del libro de Luis José Velazquez Geschichte der spanischen Gelehrsamkeit (1769), que amplió el conocimiento de la literatura española en Alemania, y Friedrich Justin Bertuch.
Fue muy importante el grupo romántico formado por Ludwig Tieck (1773-1853), orientalista, escritor y poeta que tradujo el Quijote al alemán (1799-1801), Friedrich Bouterwek, autor de una curiosa y muy errónea Historia de la literatura española y traductor de El juez de los divorcios de Cervantes, y los Schlegel, de los cuales August Wilhelm (1767-1845) tradujo obras de Calderón (Spanisches Theater, 1803-1809) y poesía clásica española al alemán. Jakob Grimm, famoso filólogo y foclorista, editó una Silva de romances viejos (Viena, 1816) con un prólogo en español. Cónsul en España, Juan Nicolás Böhl de Faber se mostró como un gran estudioso de Calderón, el teatro clásico español y la literatura popular tradicional; filólogos como Viktor Aimé Huber, interesado a la vez por el Romancero y por la caída revolución liberal en 1823, y Wilhelm von Humboldt, viajaron por España tomando notas, y este último se interesó especialmente por la lengua vasca. El filósofo Arthur Schopenhauer fue un fervoroso lector y traductor de Baltasar Gracián. El conde Adolf Friedrich von Schack (1815-1894) hizo un viaje a España en 1852 para estudiar los restos de la civilización árabe y desde entonces se hizo un hispanista fervoroso.

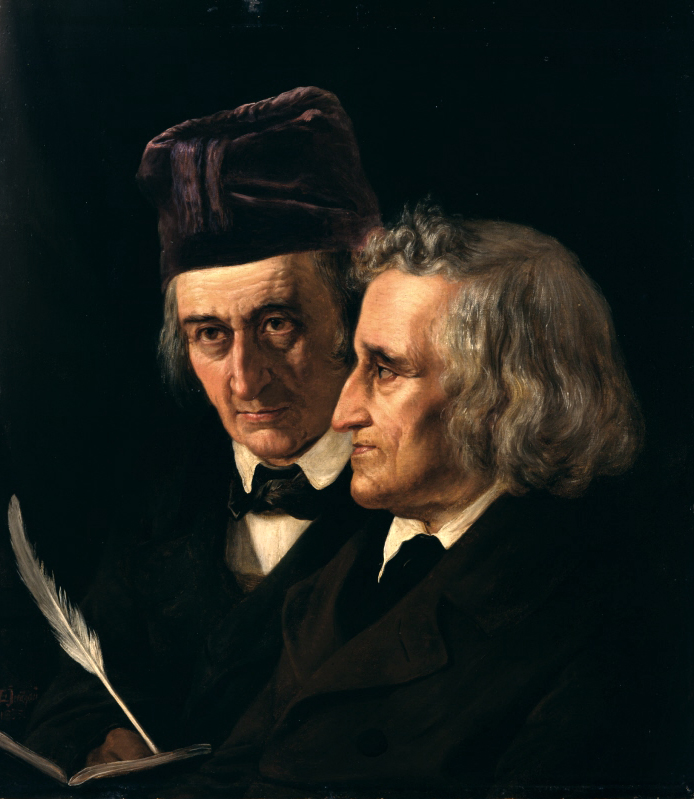
Los hermanos Jakob y Wilhelm Grimm.

En Suiza, Austria y otros países de habla alemana o con emigrantes alemanes se empezó a estudiar y leer la literatura clásica española con rigor; aunque el más conocido sea tal vez el escritor vienés Franz Grillparzer, la nómina no es ciertamente escasa en la filología: Wendelin Foerster, Karl Vollmoller, Adolf Tobler, Heinrich Morf, Gustav Gröber, Gottfried Baist, Wilhelm Meyer-Lübke son ejemplos de ello. Entre ellos hay dos chilenos, Rodolfo o Rudolf Lenz (1863-1938), que publicó, entre muchos otros trabajos, su importante Diccionario de las voces chilenas derivadas de lenguas indígenas, sus Chilenische Studien y otros trabajos importantes sobre gramática y sobre el español de América, y Federico o Friedrich Hanssen (1857-1919), que escribió una Gramática histórica de la lengua castellana y otros trabajos de filología hispánica sobre castellano antiguo, dialectología aragonesa y el español de América. El Manual de Filología Romance de Wilhelm Meyer-Lübke fue un clásico en España, así como su Gramática histórica de las lenguas románicas (1896-1899) y, ya en el siglo XX, la Introducción a la lingüística romance (1901) (traducida al español), y el Diccionario etimológico románico (1935). Con sus traducciones y sus libros, Johannes Fastenrath divulgó entre sus contemporáneos la cultura española y además creó un premio que lleva su nombre en la Real Academia Española para premiar a las mejores obras escritas en español en lírica, narrativa y ensayo. El romanista austriaco Ferdinand Wolf, amigo de Agustín Durán, se interesó en particular por el Romancero, la lírica cancioneril y la poesía popular medieval, y estudió a autores que residieron en Viena, como Cristóbal de Castillejo. El suizo Heinrich Morf editó el antiguo Poema de José (Leipzig, 1883). Fueron muy leídas en España las obras del Idealismo lingüístico y la Estilística, representadas por Karl Vossler y Ludwig Pfandl. El calderonismo germánico resurgió con las ediciones de Max Krenkel. Otros autores importantes fueron Emil Gessner: Das Altleonesische (El leonés antiguo) (Berlín, 1867); Gottfried Baist: edición del Libro de la caza de Don Juan Manuel (1880)y el primer bosquejo de una gramática histórica del español: Die spanische Sprache, en la monumental enciclopedia de la filología románica publicada por Gustav Gröber a partir de 1888; Hugo Schuchardt: Die cantes flamencos, hasta hoy el mejor trabajo sobre el tema; Armin Gassner: Das altspanische Verbum (El verbo en castellano antiguo) (Halle 1897) y un trabajo sobre sintaxis española (1890) y varios artículos sobre los pronombres españoles publicados entre 1893 y 1895. Hay que citar también: Moritz Goldschmidt: Zur Kritik der altgermanischen Elemente im Spanischen, Bonn 1887 (trabajo mediocre, pero el primero sobre las influencias de las lenguas germánicas sobre el español).
Autores más especializados y con contribuciones importantes a la filología hispánica fueron Werner Beinhauer (español coloquial, fraseología, modismos); Joseph Brüch (influencias germánicas, fonética histórica); Emil Gamillscheg (influencias germánicas sobre las lenguas peninsulares, toponimia, vascos y romanos) Wilhelm Giese (etimología, dialectología y cultura popular, guanchismos, sustrato prerromano, judeo-español); Rudolf Grossmann (extranjerismos del español rioplatense, literatura española e Hispanoamericana, cultura Hispanoamericana); Helmut Hatzfeld (estilística, lengua del Quijote); Heinrich Kuen (situación lingüística de la península ibérica, tipología del español); Alwin Kuhn (dialectología aragonesa, formación de las lenguas románicas); Fritz Krüger (dialectología, etnografía); Harri Meier (lingüística histórica, etimología, formación de las lenguas románicas, dialectología, tipología lingüística); Joseph M. Piel (toponimia y antroponimia de las lenguas iberorrománicas); Gerhard Rohlfs (lingüística histórica, etimología, toponimia, dialectología, lengua y cultura); Hugo Schuchardt (etimologías españolas, dialectología, lenguas prerromanas, creoles, estudios vascos); Friedrich Schürr (fonética histórica, lexicología); Leo Spitzer (etimología, sintaxis, estilística y lexicología del español); Günther Haensch y Arnold Steiger (influencias árabes sobre el español, lengua mozárabe); Karl Vossler (estilística, caracterización de la lengua española, estudios sobre literatura y cultura españolas); Edmund Schramm hizo la biografía de Donoso Cortés y estudió a Unamuno; Max Leopold Wagner (español de América, estudios sobre caló y jergas, dialectología); Adolf Zauner (autor de un Altspanisches Lehrbuch (Manual de castellano antiguo, 1907).
Fritz Krüger creó la famosa "escuela de Hamburgo", que aplicaba los principios de la escuela "Worter und Sachen" ("Palabras y cosas") fundada anteriormente por filólogos suizos y alemanes (Hugo Schuchardt, R. Meringer, W. Meyer-Lübke), combinando acertadamente la dialectología y la etnografía. De 1926 y 1944 dirigió la revista Volkstum und Kultur der Romanen y los anejos de la misma (1930-1945), 37 tomos, en los que muchos de sus discípulos publicaron sus trabajos, entre los que destaca Rudolf Wilmes sobre el idioma aragonés. Krüger escribió sobre todo sobre dialectología hispánica, especialmente los del oeste de España (Extremadura y León) y de los Pirineos, que recorrió a pie con el fin de recoger los materiales para su monumental obra Die Hochpyrenaen (los Pirineos centrales) en la que describe minuciosamente el paisaje, la flora y fauna, la cultura material, las tradiciones populares y los dialectos de los Pirineos centrales. El polifacético romanista Gerhard Rohlfs investigó las lenguas y los dialectos de las dos vertientes de los Pirineos y sus elementos comunes, los sustratos prerromanos de las lenguas peninsulares, los
guanchismos, etc.
A Karl Vossler, fundador de la escuela lingüística del idealismo, hoy superada en gran parte, se deben brillantes interpretaciones de obras literarias españolas y profundas reflexiones sobre la cultura española. Vossler inició con Helmut Hatzfeld y Leo Spitzer una nueva escuela estilística basada en la estética, la cual analizó sobre todo los medios de expresión de los distintos autores (Karl Vossler, Helmut Hatzfeld, Leo Spitzer: Introducción a la estilística romance, Buenos Aires, 1932).
A principios del siglo XX tuvo especial importancia la fundación de dos meritorias instituciones dedicadas exclusivamente a los estudios hispánicos (con inclusión del catalán, gallego y portugués), el Iberoamerikanisches Forschungsinstitut de la Universidad de Hamburgo, ciudad siempre abierta al mundo, y el Iberoamerikanisches Institut de Berlín, la gran metrópoli cultural en aquellos años.
En 1919 se fundó el Iberoamerikanisches Forschungsinstitut de la Universidad de Hamburgo que, hasta los años sesenta fue prácticamente la única institución universitaria con dedicación exclusiva al español y a las otras lenguas peninsulares. El Instituto publicó la valiosa revista Volkstum und Kultur der Romanen (1926 -1944) dedicado esencialmente a trabajos sobre dialectología y cultura popular, siguiendo, por lo general, las pautas de la escuela "Worter und Sachen" ("Palabras y cosas"). Bajo la dirección de Fritz Krüger cuyos discípulos publicaron tesis doctorales sobre la lengua española y sus dialectos se creó la "Escuela de Hamburgo".
Fundado en 1930, El Instituto Iberoamericano o Iberoamerikanisches Institut de Berlín recibió fondos bibliotecarios de varias donaciones entre ellos de la biblioteca del Instituto de lnvestigaciones Iberoamericanas de la Universidad de Bonn, disuelto en 1930. La biblioteca del lnstituto de Berlín, la más importante de Europa en cuanto a estudios sobre España, Portugal e Hispanoamérica y las lenguas de estos países (con inclusión del catalán, gallego, portugués, vasco y las lenguas indígenas de América) cuenta hoy con 730.000 volúmenes y 4.300 revistas, además con gran cantidad de mapas, archivos de fotografías, diapositivas, cintas magnetofónicas, un archivo de recortes de prensa, una de 18.000 discos. El lnstituto dispone de un eficiente asoramiento. Se dedica también a investigaciones en los campos de la literatura, lingüística, etnología, historia e historia del arte.

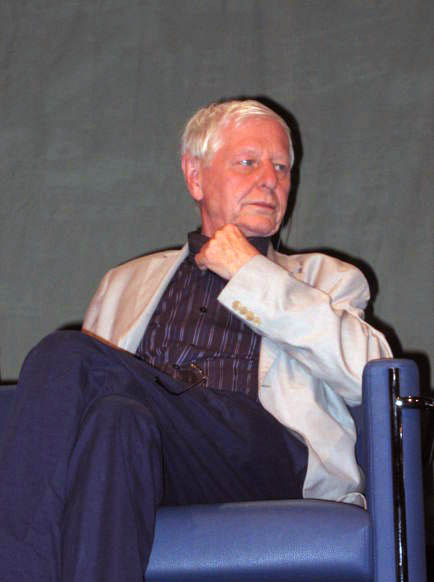
Hans Magnus Enzensberger.

Bajo el régimen nazi (1933-1945), la filología alemana atravesó una época difícil. Desgraciadamente había romanistas que en sus cátedras y en sus trabajos alabaron y propagaron la ideología nazi. Otros, en cambio, perdieron sus cátedras o sufrieron otro tipo de persecución, unos por ser judíos (como por ejemplo Yákov Malkiel y Leo Spitzer, quienes emigraron), otros por no ser gratos al régimen o incluso enemigos activos del mismo (como por ejemplo Helmut Hatzfeld, que huyó de Alemania; Werner Krauss, que perdió su cátedra en 1935).
Reconstruida dificultosamente con la posguerra, la filología hispánica de habla alemana aportó los trabajos de Carolina Michaëlis de Vasconcellos y Ernst Robert Curtius. Rudolph Grossmann elaboró un gran diccionario hispanoalemán y confeccionó una Antología lírica española. También hicieron grandes aportaciones Hans Juretschke y Werner Kraus. Werner Beinhauer estudió el español coloquial y su libro en esta materia es un clásico que se lee todavía hoy con gusto; Torsten Rox estudia a Mariano José de Larra y el periodismo decimonónico español; Hans Magnus Enzensberger ha hecho una nueva traducción de Federico García Lorca. Por otra parte, en Alemania hay editoriales especializadas en hispanística, como la Editorial Reichenberger de Kassel que se consagra al Siglo de Oro y hace una meritísima labor y la Editorial Klaus Dieter Ververt, que tiene una sucursal en Fráncfort y otra en Madrid, lo que facilita la colaboración entre los hispanistas.
En Austria fue el primer hispanista Franz Grillparzer, gran lector de teatro del Siglo de Oro, y destaca Anton Rothbauer como traductor de líricos modernos y estudioso de la leyenda negra; son también austriacos Alfred Wolfgang Wurzbach y Rudolf Palgen.

### Hispanismo en Rusia
En la Federación de Rusia, la historia del Hispanismo es larga y profunda y resistió incluso la ruptura de relaciones con motivo de la dictadura resultante de la guerra civil española. Arranca del siglo XVIII y XIX; en este último siglo, el influjo de Cervantes sobre la novelística del Realismo (Fiódor Dostoievski, Iván Turguénev, León Tolstói, etcétera) fue profundísimo. Vasili Botkin (1811-1869) viajó por España y publicó Cartas desde España (1857). Otros viajeros románticos, como Serguéi Sobolevski, acumularon grandes bibliotecas de libros en español y ayudaron a escritores españoles como Juan Valera que visitaron su país. El dramaturgo del Realismo ruso Aleksandr Ostrovski tradujo el teatro de Pedro Calderón de la Barca y escribió ensayos sobre teatro del Siglo de Oro. También visitó España Yevgueni Salias de Tournemir, quien publicó unos Apuntes de viaje por España en 1874, más o menos cuando Emilio Castelar publicaba su La Rusia contemporánea.
La Asociación de Hispanistas de Rusia nació en 1994, durante la celebración de la I Conferencia de Hispanistas de Rusia, y tiene su sede en la Universidad Estatal Lingüística de Moscú. La presidía Serguéi Goncharenko, el nombre prestigiosísimo del padre de toda una generación de hispanistas rusos. En la actualidad, la Asociación de Hispanistas de la federación cuenta con el apoyo de la Academia de Ciencias; los estudios hispanoamericanos también experimentan un gran incremento.
En 2003, un recuento no exhaustivo reveló el número de unos cuatro mil estudiantes de español en las universidades. Entre los hispanistas destacados pueden citarse, sólo en el siglo XX, Fiódor Kelyin, el editor del primer diccionario español-ruso; Inna Tyniánova, hija de Yuri Tiniánov; Anatoli Gueleskul, Lev Ospovat, Ovadi Sávich, Serguéi Goncharenko, Venedikt Vinográdov, Pável Grushkó, Natalia Fírsova, Borís Dubin, los académicos Yuri Karaúlov, Aleksandr Chubarián, Aleksandr Kolóshenko, Víctor Andréyev, Vladímir Vasíliev, Natalia Miod, Natalia Mijéyeva, Svetlana Piskunova y Vsévolod Bagnó, entre otros muchos no menos importantes. Recientemente, además, se ha fundado un Círculo Hernandiano Ruso particularmente activo y consagrado a estudiar la obra de Miguel Hernández, quien visitó la URSS en septiembre de 1937.

### Hispanismo en Bulgaria
Destacan los hispanistas y traductores Todor Neikov y Emilia Tsenkova, el primero traductor del Quijote al búlgaro y la segunda traductora y locutora en español de la Radio Nacional de Bulgaria y primera profesora de español de la Universidad de Economía Nacional y Mundial y cofundadora del Departamento de Estudios Hispánicos de la Universidad de Sofía San Clemente de Ojrida; ambos colaboraron también en un Diccionario español / búlgaro junto con Tsvetan Gueorguiev y Julia Kucher, cuya tercera edición data en 1992. El más reciente Diccionario búlgaro / español - español / búlgaro (2009) es sin embargo el de Ivan Kanchev y Svetla Grigorova, con 40.000 voces, amplias introducciones a las gramáticas del español y del búlgaro y transcripción fonética de las entradas.

### Hispanismo en República Checa
La historia del hispanismo checo es bastante antigua; hubo peregrinos checos en Santiago de Compostela y estudiantes checos en la Universidad de Salamanca. En el siglo XIII Castilla y Bohemia se relacionaron institucionalmente gracias al parentesco de los monarcas Alfonso X El Sabio y Premysl Otakar II, ya que sus madres eran hermanas y descendientes de la casa de Hohenstaufen. El noble bohemio León de Rosmithal viajó a España entre 1466 y 1467 y nos queda la transcripción latina del manuscrito checo original, escrito por un tal Sasek que pertenecía a su séquito, en que se contó su viaje, dicho manuscrito fue impreso en Olmütz en 1577.
El erasmista Fernando I, nacido en Alcalá, fue elegido rey de Bohemia en 1526 y se llevó consigo al poeta Cristóbal de Castillejo, que fue su secretario; su libro Diálogo y discurso de la vida de corte está fechado en Praga en 1547. El Hexaglosson fue el primer manual de español y el primer diccionario español-checo ya en el siglo XVI.
Pero la opresión de la monarquía austrohúngara impidió el desarrollo de la lengua y la literatura en checo hasta que la situación empezó ya a cambiar entre el siglo XVIII y el XIX; por esto sólo se tradujo por primera vez una obra literaria española al checo en fecha tan tardía como 1838, las Novelas ejemplares de Cervantes. Don Quijote se tradujo en 1864, y desde entonces alcanzó doce traducciones diferentes. Se tradujeron obras de Calderón de la Barca, Lope de Vega, Vicente Blasco Ibáñez y Federico García Lorca entre muchas otras. El primer hispanista y traductor checo fue a finales del XIX y principios del XX Antonín Pikhart, y el gran poeta Jaroslav Vrchlicky tradujo dos decenas de dramas de Calderón de la Barca. En la década de los 30 se creó el Círculo Español de Praga, que hizo posible la visita de diferentes escritores, artistas y músicos españoles a Chequia, así como el Instituto Español e Iberoamericano.
Existe ya una Asociación de Hispanistas Checos. Los romanistas Maxmilián Krepinsky, Rudolf Jan Slaby y J. Chlumsky hicieron aportaciones significativas a la historia de la lengua española. Fueron traducidas las historias de la literatura de Fitzmaurice-Kelly, de Juan Chabás y de Enrique Anderson Imbert. Josef Dubsky y sus diversos colaboradores compusieron un Gran diccionario checo-español y Español-checo en dos gruesos volúmenes impreso en 1977, que tuvo una segunda edición en 1993. Actualmente se asiste a un gran interés por todo lo relacionado con la cultura española. Centros de hispanismo son la Universidad Carolina, que posee un Centro de Estudios Iberoamericanos, la Universidad Masaryk de Brno, la Universidad Palacky Olomouc y la Universidad Ceske Budejovice. Entre los más importantes hispanistas están Bohumil Zavadil, Josef Forbelský, Oldřich Bělič, Zdenek Hampejs, Anna Mištinová, Athena Alchazidu, Simona Binkova, Petr Cermák, Jirí Cerny, Jana Kralova, Anna Mistinová, Pavel Stepánek, Miloslav Ulicny, traductor del Cantar de Mío Cid al checo, Hedvika Vydrová, Lenka Zajicova, Helena Zbudilova y Tomás Borysek.

### Hispanismo en Perú
En el Perú, se fomento (desde la oficialidad del gobierno) un rechazo general hacia el hispanismo en el campo académico y político desde la década de 1820 hasta la década de 1880, por causa de la guerra de independencia, siendo impulsada tal aversión a la Historiografía hispanista por los liberales y nacionalistas republicanos de las principales urbes modernas (Lima, Cuzco, Trujillo y Arequipa). A pesar de las hostilidades entre el Perú y España, que llegaron a su punto más álgido en la guerra hispano-sudamericana, la hispanidad seguirá vigente en sus diferentes expresiones culturales, sobre todo entre las masas campesinas peruanas.
Sin embargo, tras la guerra del Pacífico y en el contexto de la Reconstrucción Nacional, el hispanismo tuvo un ligero resurgimiento, visto como una opción alterna para reconstruir la Nación Peruana (sin tener que echarle la culpa a las oligarquías criollas, como denunciaban Andrés Avelino Cáceres o Gonzales Prada), ya que las élites intelectuales y político-económicas de Lima y Arequipa creían, luego de ser derrotados por Chile, que los problemas del Perú habían sido causados por la separación de España; y en específico, se quiso responsabilizar al indio, concebido como un elemento “degenerado, lastre y origen del atraso del país”.
.

“los criollos se mostraron totalmente dispuestos a erradicar lo que concibieron como la razón de la derrota, el indio, aquel elemento de atraso económico y social […] es así que se establecieron centros educativos en los pueblos y haciendas, donde el indio debía ser instruido en los valores de la peruanidad y el sentimiento patrio”.
Rizo-Patrón, 2015

Fue así como el hispanismo, en la praxis política y académica de ese contexto histórico, adopta algunas posturas supremacistas y de exclusión social a todo lo indígena, que era considerado como un elemento inferior que solo fomentaba el atraso económico y cultural del Perú. Por ende, desde el gobierno se intento replicar las políticas de colonización (sobre todo en la Selva) que incluían evangelización y mestizaje. El objetivo de los hispanistas de fines del siglo XIX e inicios del XX anhelaba la erradicación de todo elemento indígena y la consolidación del Perú como un Estado Nacional que fuera hegemónicamente mestizo y homogéneo culturalmente (pero con el predominio de lo hispánico).

"Los hispanistas buscaron promover el mestizaje y la superioridad de la civilización española, exaltando de forma desmedida su legado en el país. Para ellos los indígenas representan un lastre que debía de ser eliminado, en tanto que los más moderados buscaron civilizarlos, es decir occidentalizarlos, para que pudieran ser vistos como ciudadanos y no como salvajes. Pero nunca intentaron entender o indagar sobre el pensar de los indígenas”.
Echevarría, 1985

“las fuerzas necesarias para llevar su acción civilizadora, no solo a los pueblos del interior, sino a multitud de tribus salvajes que pueblan nuestras montañas, mediante el establecimiento de misiones que contribuyan al engrandecimiento de la Iglesia y de la Patria”.
P. García, 1995

Eventualmente, estas posturas supremacista, de esos hispanistas de la oligarquía criolla, dio como respuesta el surgimiento de facciones contrarias muy radicales, dando rienda suelta a los indigenistas de Lima y los de provincia (especialmente los del Cuzco), los cuales no siempre buscarían la reivindicación del indígena como tal, sino que mayormente querían darle la contraria a esas corrientes de pensamiento controversiales y elitistas.

"El indigenismo despejo en parte el camino del indio, pero no por un propósito de apoyar la emergencia de estas poblaciones, sino más bien como secuela del repudio a las tesis hispanista”.
Saintoul, 1988

Finalmente, aparecerían otros grupos (como los positivistas y los peruanistas) que deseaban la conciliación de las diferentes posturas que habían aparecido. Siendo el nacionalismo peruano, promovido por los peruanistas, el que lograría triunfar sobre los indigenistas e hispanistas, debido a su discurso conciliador que permitió tener gran acogida entre las mayorías (indios y mestizos de las ciudades capitalinas) desde la década de 1920 en adelante.

“El sentimiento de la nueva nacionalidad peruana supera al hispanismo puro e indigenismo puro, el primero prescinde del factor espacio mientras el segundo quiere desconocer el factor tiempo. Ambos se integran en la peruanidad que presenta una nueva fisonomía que impregna costa y sierra. El indigenismo radical y el hispanismo radical incurren en un error racista y contradicen el sentido de la historia, la peruanidad tiende a la síntesis y esta se debe al espíritu católico. Síntesis comenzada pero no concluida”.
Dr. A. de Belaunde, 1939

"Hoy, a Dios gracias, el indigenismo y el hispanismo han sido superados por el peruanismo. Ya no somos vasallos de Atahualpa ni súbditos de Carlos V. Somos peruanos, cholos, mestizos. La cultura occidental es nuestro género próximo y la cultura andina nuestra diferencia específica. La cultura occidental nos hace iguales a todos los países de occidente, pero la cultura andina nos hace únicos entre todos los países del mundo. Por eso somos, simultáneamente, universales y singulares. Y por eso finalmente el Perú tiene cinco características: independiente, uninacional, pluricultural, multilingue y mestizo".
Del Busto, 1998

La principal razón por la que fracasó en el Perú, como alternativa política y filosófica, esta primera corriente de renacimiento hispanista, fue, sin lugar a duda, su postura supremacista, racista y homogeneizadora, carente de toda alteridad, frente a un país predominantemente indígena y pluricultural. Los primeros hispanistas eran unos exaltados de la labor civilizadora de España y la Iglesia Católica en el siglo XVI, omitiendo o minimizando la gran labor civilizatoria del Imperio de los Incas y de otras civilizaciones que la precedieron como los Tiahuanaco o Huari, gobiernos indígenas que heredaron a la posterioridad elementos culturales que justamente facilitaron la instauración de un complejo sistema de gobierno, acorde a las monarquías europeas, situación que no pudo reproducirse en otras regiones (Amazonia, Patagonia, Araucanía, Los Llanos, Norte-América, entre otros lugares) donde habitaron pueblos indígenas seminómadas. Así mismo estos hispanistas de la oligarquía criolla intentaron atacar las expresiones culturales de las sociedades indígenas de las provincias, siendo ignorantes de que estas ya eran una mezcla entre lo hispano y lo indio (algo que reivindicaban otras formas de hispanismo que no tuvieron promoción por la elite criolla), así como intentaron desestimar los iconos históricos de los indígenas como lo son Juan Santos Atahualpa (selva), José Gabriel Túpac Amaru (sierra central y sur) y Túpac Katari (sierra sur) basándose en discursos más pasionales-sentimentalistas que racionales-analíticos. Aquello no fue bien visto por las comunidades indígenas y en respuesta los intelectuales indigenistas tomaron a estos personajes como figuras principales de su movimiento. Por otra parte, el proyecto hispanista fue rechazado contundentemente por las Fuerzas Armadas, la Guardia Nacional y la Guardia Civil, ya que estas instituciones, paladines del statu quo de la república, habían sido adoctrinados con un nacionalismo y un chauvinismo muy arraigado, dónde lo español era visto como un lastre y una tara histórica (al igual que lo indígena) que debía de ser superado para lograr la consolidación de una patria peruana construida desde cero tras la revolución de independencia.
Sin embargo, como consecuencia de la crisis social en la primera década del 2000, junto al fracaso en el aspecto político de los partidos liberales, socialistas, progresistas y otros movimientos populistas, el hispanismo ha vuelto a aparecer en escena, como una alternativa política, filosófica y cultural que busca dar solución a los males estructurales de la sociedad peruana. Estos hispanistas se han reinventado para no rechazar un Patriotismo peruano (aunque aún manteniéndose usualmente en conflicto con la tesis nacionalista), llegando incluso a reivindicar procesos históricos, corrientes de pensamiento y personajes que sus predecesores hubieran condenado por ser reaccionarios al Antiguo Régimen, además de ser respetuosos con la cultura propia de cada país y sus comunidades nativas (teniendo de base el legado histórico de las leyes de indias, cuyo espíritu indigenista consideran intrínseco a un auténtico hispanismo integral y ortodoxo). Aun así no todas sus facciones (sobre todo hispanismo heterodoxos influenciados por el Fascismo o por el Paleolibertarismo) han logrado superar el supremacismo, racismo y la carencia de la alteridad en su pensamiento, por lo que aun es un movimiento precario en proceso de desarrollo que solo ha logrado alcance en la clase media citadina; pese a ello, la facción hispanista con más aceptación académica tiene rechazo al hispanismo decimonico y elitista criollo del siglo pasado.

### Hispanismo en Polonia
Dos países como España y Polonia, tan lejanos, tienen sin embargo mucho en común en historia y evolución política y cultural. En el siglo X Ibrahim ibn Ya'qub, mercader judío originario de Tortosa, por entonces bajo la dominación musulmana, viajó a los países eslavo-occidentales, tal vez por encargo de los califas. El mercader escribió un relato del viaje del que se conservan tan sólo unos fragmentos y adaptaciones en la obra de al-Bekri. Ibn Jacob, desconocido en España, es uno de los pilares de la historiografía polaca de la Edad Media. La princesa Rica (Rycheza) de Polonia, hija del duque polaco Vladislao II el Desterrado (1138-1146) se casó con Alfonso VII "el Emperador" (1126-1157), Rey de Castilla, León y Galicia al morir su primera mujer; por otra parte, más de un centenar de polacos peregrinaron a Santiago de Compostela en la Edad Media; conocemos los nombres de Jakub Cztan, Franciszek de Szubin y Klemens de Moskorzewo.
En 1490 llegó a España Stanislaus Polonus, es decir, Estanislao el Polaco. Estanislao se estableció en Sevilla, la ciudad española más próspera de la época, para introducir la imprenta y durante los catorce años que trabajó como editor en España imprimió (sólo o con sus socios) ciento once títulos que juntos suman doce mil páginas. La Universidad de Salamanca fue la primera universidad europea que reconoció la teoría heliocéntrica de Mikołaj Kopernik (Nicolás Copérnico, 1473-1543). Desde 1562 los descubrimientos del científico polaco se incorporaron al plan de estudios del segundo curso de astronomía. En el siglo XVI tenemos las cartas del humanista Jan Dantyszek (Juan Dantisco, 1485-1548), embajador del rey Segismundo I ante Carlos V que viajó tres veces a la Península y permaneció en ella cerca de diez años, entablando amistad con figuras muy destacadas, como Hernán Cortés. El obispo Piotr Dunin Wolski se llevó a Polonia trescientos libros en español que pasaron a engrosar la Biblioteca Jaguellónica de Cracovia bajo el nombre de Bibliotheca Volsciana. En la Academia de Cracovia trabajaron varios profesores españoles: el sevillano Garsías Cuadras y el jurista aragonés Pedro Ruiz de Moros (1506-1571), conocido en Polonia como Roizjusz, que escribió sobre todo en latín y fue consejero del rey, quien además hablaba bien el español y bailaba la pavana. La Compañía de Jesús difundió la mística, la ascética, la teología y el teatro españoles y hubo incluso un santo polaco jesuita en España, Stanisław Kostka (Estanislao de Kostka) (1550-1568). En el siglo XVI visitaron España, entre otros, los viajeros Stanisław Łaski, Andrzej Tęczyński, Jan Tarnowski, Stanisław Radziwiłł y Szymon Babiogórski. También existe un interesante relato anónimo del año 1595 que se conserva en manuscrito: Diariusz z peregrynacji włoskiej, hiszpańskiej, portugalskiej (Diario de la peregrinación italiana, española y portuguesa). El viajero anónimo llegó a Barcelona desde Mallorca en agosto de 1595. Fueron muy influyentes en este siglo las obras místicas y ascéticas, pronto traducidas, y la filosofía de Juan Luis Vives y de Francisco Suárez.
Ya en el siglo XVII el poeta épico culto Samuel Twardowski (1600-60) escribió una novela pastoril de tema hispano-portugués, La bella Pascualina, de la que se sospecha que en realidad es una traducción de un original en español; y hay otro destacado viajero, el noble polaco Jacobo Sobieski, que hizo el Camino de Santiago y escribió una relación del mismo. En los años 1674-1675 visitaron España el canónigo Andrzej Chryzostom Załuski (1650-1711), Jerzy Radziwiłł y Stanisław Radziwiłł entre otros, y todos dejaron testimonio escrito de ello; se constata en todos ellos que no conocen la leyenda negra o la ignoran, pues su actitud es siempre benevolente y a favor de los españoles.
La Guerra de la Independencia trajo a España a algunos polacos; hay unos Diarios de la guerra española de 1808-1814 escritos por Stanisław Broekere. Empero, la hispanística polaca moderna, que ellos llaman iberística, arranca del poeta romántico Adam Mickiewicz; después vinieron hispanófilos de mediados del siglo XIX como el periodista José Leonard y Bertholet, Joachim Lelewel (autor de un Paralelo histórico de España con Polonia en los siglos XVI, XVII y XVIII, escrito en 1820 y publicado en 1831), Wojciech Dzieduszycki, Leonard Rettel, Julian Adolf Swiecicki, Karol Dembowski, quien escribió en francés un libro de viajes por la España de la primera guerra carlista, Teodor Tripplin, que al igual que Kajetan Wojciechowski, escribió de sus viajes por España Aleksander Hołyński, Józef Tański, Tomasz Bartmański, Józef Feliks Zieliński, Ignacy Skrochowski, Adolf Pawiński, Wincenty Lutosławski, Henryk Sienkiewicz, Józef Pelczar, Wojciech Dzieduszycki, Wojciech Kossak, Tadeusz Peiper, Stanisław Witkowski, Tytus Czyżewski, Józef Czapski o Félix Rozanski, más bien divulgadores y traductores entusiastas, que precedieron a los romanistas que enseñaron en Polonia por entonces, como Edward Porebowicz y su sucesor Zygmunt Czerny. El historiador Adolf Pawiński (1840-1896) fue quizá el autor del estudio más completo sobre España, su cultura y vida intelectual publicado en polaco en el XIX, España. Cartas de viaje (Hiszpania. Listy z podróży, 1881). Después vinieron Józef Morawski y Stefania Ciesielska-Borkowska. Maria Strzałkowa escribió el primer esbozo de Historia de la literatura española. Como traductores destacan Kazimierz Zawanowski, Zofia Szleyen, Kalina Wojciechowska y Zofia Chądzyńska.
El escritor Władysław Broniewski participó en la guerra civil española. Tadeusz Peiper publicó trabajos sobre la literatura polaca en El Sol, y también publicaron diversas obras Miciński, Władysław Reymont y Stanisław Przybyszewski. El poeta e hispanista Florian Smieja enseñó literatura española e hispanoamericana en London (Ontario) y cada vez se va conociendo más la importante labor traductora de Józef Łobodowski. En 1971 se creó en la Universidad de Varsovia la primera cátedra de Iberística no subordinada a un departamento de literaturas románicas y al año siguiente se creó la correspondiente carrera universitaria. Ahora se llama Instituto de Estudios Ibéricos e Iberoamericanos. En ella enseñan Urszula Aszyk-Bangs, la prematuramente desaparecida Marie-Pierrette Małcużyńska (1948-2004) y los polonólogos Roberto Mansberger Amorós, Víctor Manuel Ferreras y Carlos Marrodán Casas. En Cracovia se organizó en 1985 el primer Simposio Nacional de Hispanistas. Muy importante es la obra de los hispanistas historiadores Janusz Tazbir y Jan Kienewicz, y en el terreno de la literatura de Gabriela Makowiecka, Henryk Ziomek, Beata Baczynska, Florian Smieja, Piotr Sawicki y Kazimierz Sabik. Grzegorz Bak, por otra parte, ha estudiado la imagen de España en la literatura polaca del siglo XIX y Anna Anya Jagielska recupera la tradición musical sefardita.

### Hispanismo en Portugal y Brasil

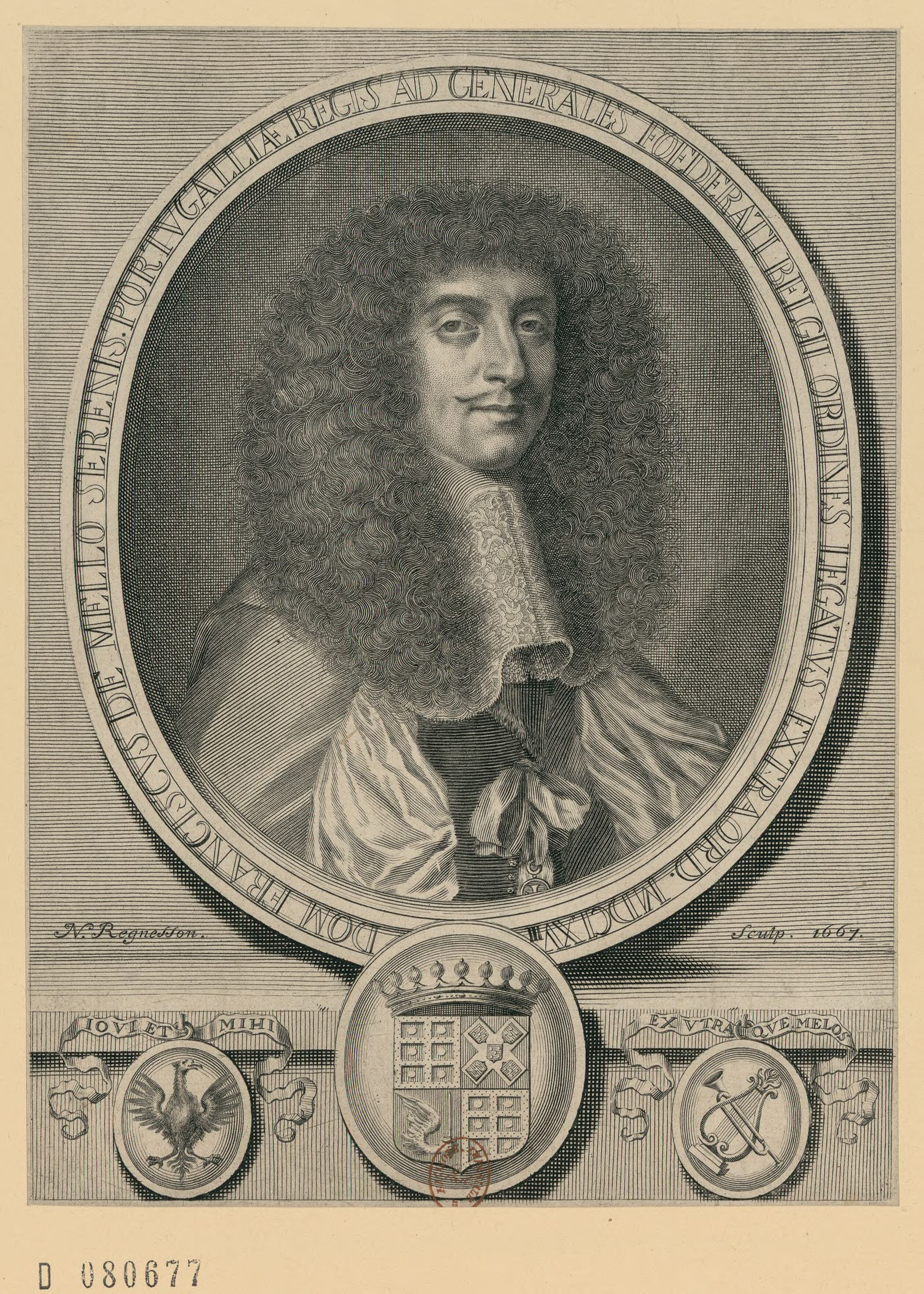
Francisco Manuel de Melo.

La integración de Brasil en Mercosur ha creado la necesidad de una relación más estrecha con el mundo hispánico y de un mejor conocimiento de la lengua española, por lo cual el estado brasileño ha promovido la inserción de la lengua española como de obligatoria enseñanza en el país. Un gran núcleo de hispanistas se estableció en la Universidad de São Paulo integrado por Fidelino de Figueiredo, Luis Sánchez y Fernández y José Lodeiro. En 1991 se crea el Anuario Brasileño de Estudios Hispánicos, publicación que ha facilitado la difusión de los hispanistas del país. En el año 2000 tiene lugar el I Congresso Brasileiro de Hispanistas, cuyas actas se publican bajo el título Hispanismo 2000. En esa ocasión se fundó la Asociación Brasileña de Hispanistas. El II Congresso Brasileiro de Hispanistas, tuvo lugar en el año 2002. En 2004, se celebró el III Congresso Brasileiro de Hispanistas y en septiembre de 2006, se llevará a cabo en Río de Janeiro el IV Congresso Brasileiro de Hispanistas, el cual estará coorganizado por la Universidade Estadual do Rio de Janeiro y la Asociación Brasileña de Hispanistas. Frente a este interés brasileño, resulta curiosa la desidia del hispanismo portugués, cuya asociación sólo se ha fundado en el año 2005. Las investigaciones portuguesas en este terreno se presentan de manera mayoritaria bajo el signo del comparatismo y atañen básicamente a lo luso-español, en parte a causa de razones académico-administrativas. La revista Península es una de las más importantes. Frente a esto, el hispanismo portugués aparece algo desvaído y en cierto modo existe una mutua relación de desconfianza entre las dos culturas motivada por una historia de desentendimiento. Sin embargo escritores del Renacimiento portugués escribieron en las dos lenguas, como el dramaturgo Gil Vicente, Jorge de Montemayor, Sa de Miranda, o, más tarde, el historiador Francisco Manuel de Melo.

### Hispanismo en Italia
La relación de España con Italia ha sido muy temprana desde la Edad Media, especialmente en el reino de Sicilia y después en Nápoles (a través de la relación que tuvo con la Corona de Aragón), y se intensificó durante el Prerrenacimiento y Renacimiento esta vez a través de Castilla: Garcilaso de la Vega trató a los miembros de la Academia Pontaniana e introdujo la métrica, el estilo y los temas del Petrarquismo en la lírica española. Lucio Cristóbal de Escobar, a partir del Diccionario latino-español del humanista Elio Antonio de Nebrija, publicó el primer diccionario castellano - latín - siciliano en Venecia en 1520, mientras que en 1751 el abad Michele Del Bono añadió el italiano.
Esta estrecha relación se prolongó a lo largo del Manierismo y el Barroco, en los siglos XVI y XVII. 
A principios de este último siglo un estudiante en Salamanca, Girolamo da Sommaia, escribió un diario de su estancia entre 1603 y 1607. En el siglo XVIII fue quizá el mejor hispanista de Europa el poeta, traductor y antólogo Giambattista Conti (1741-1820), y también destaca la figura del dramaturgo, crítico e historiógrafo teatral Pietro Napoli Signorelli (1731-1815), quienes se opusieron en su país a quienes, como Girolamo Tiraboschi o Bettinelli acusaban a la literatura española de "mal gusto", "corrupción" y "barbarie"; viajaron por España Giacomo Casanova y Giuseppe Baretti, dejando interesantes relaciones de sus andanzas, especialmente el segundo, que aprendió bien el idioma, y, a su vez, Leandro Fernández de Moratín realizó un viaje a Italia sobre el que escribió un interesante Diario; su padre Nicolás fue un gran amigo del erudito arquitecto de Carlos III Ignazio Bernascone, y el crítico Pedro Estala estuvo en los Reales Estudios de San Isidro con el eminente médico y arabista Mariano Pizzi. A estos nombres cabría agregar los de Leonardo Capitanacci, Ignazio Gajone, Placido Bordoni, Giacinto Ceruti, Francesco Pesaro, Giuseppe Olivieri, Giovanni Querini y Marco Zeno.
En el siglo XIX el Romanticismo italiano sintió un gran interés por el Romancero, que conoció las traducciones de Giovanni Berchet en 1837 y Pietro Monti en 1855. Edmundo de Amicis viajó por España y recogió sus impresiones en libros de viajes. Antonio Restori (1859-1928), profesor de las Universidades de Mesina y Génova, editó algunas obras de Lope de Vega y dedicó a la bibliografía del teatro español su Saggi di bibliografía teatrale spagnuola (1927); se le deben también Il Cid, studio storico-critico (1881) y La gesta del Cid (1890), entre otras obras de tema hispánico. Bernardo Sanvisenti, profesor de lengua y literatura española en la Universidad de Milán, escribió un Manuale di letteratura spagnuola (1907) y estudió en I primi influssi di Dante, del Petrarca, e del Boccaccio sulla letteratura spagnuola (1902) la influencia de Boccaccio, Dante y Petrarca en la literatura española.
El hispanismo italiano nace a partir de tres centros de interés, ya identificables en el siglo XIX, que son, en primer lugar, la presencia española en la península italiana, suscitando notable interés por el estudio de España y aun por la creación de obras con tema español (en ese clima se verifica, entre otras cosas, el gran éxito de la Carmen del francés Bizet en 1875); en segundo lugar, la evolución de la ciencia comparatística, ya que los primeros estudios sobre la literatura en lengua española nacen dentro de la literatura comparada, a partir de Benedetto Croce con su obra La Spagna nella vita italiana durante la Rinascenza (1907) y, sobre todo, Arturo Farinelli, dedicado a las relaciones entre España e Italia, Italia y Alemania, y España y Alemania; a esta órbita pertenecen hispanistas como Bernardo Sanvisenti; en tercer lugar, la filología románica: Mario Casella, autor de un importante estudio sobre Cervantes: il Chisciotte (1938) en dos volúmenes; Ezio Levi, Salvatore Battaglia o Giovanni Maria Bertini, traductor de poesía moderna española, en especial de Federico García Lorca. Camillo Guerrieri Crocetti, discípulo de Pío Rajna, enseñó en Génova y Cesare de Lollis hizo aportaciones al cervantismo.
Durante varios decenios, a partir de 1939, hubo también un solo catedrático de literatura española, Giovanni Maria Bertini, profesor en Venecia y Turín, abierto a lo hispanoamericano hasta el punto de fundar en 1946 la revista Quaderni Ibero-Americani, durante decenios la única en el sector. Sólo con la oposición de 1956, a diecisiete años de distancia, hubo otros tres catedráticos: Mancini, Meregalli, Macrí, y a partir de ellos comenzó a florecer el hispanismo en Italia, antes coto cerrado dominado por los filólogos románicos. Puede decirse así que la hispanística moderna nace en Italia a partir de 1945 con el trío Oreste Macrí, autor de una monumental edición de las Obras de Antonio Machado y de fray Luis de León; Guido Mancini y Franco Meregalli. Mucho más tarde (salvo el precedente ya mencionado) nacerá la hispanoamericanística, definiéndose como un área de especialización independiente de la literatura española. Entre el 60 y 70 se crean las primeras cátedras de Lengua y Literatura Hispanoamericana con su pionero Giovanni Meo Zilio, que ocupó la primera cátedra de la misma creada en la Universidad de Florencia en 1968, y quienes le siguen poco después: Giuseppe Bellini, historiador de la literatura hispanoamericana, traductor de Pablo Neruda y estudioso de Miguel Ángel Asturias; Roberto Paoli, gran peruanista y traductor de César Vallejo; Giovanni Allegra (El reino interior. Premisas y semblanzas del modernismo en España) y Darío Puccini, estudioso de la lírica del siglo XX, pero también de sor Juana Inés de la Cruz.
La Asociación de Hispanistas Italianos (AISPI) nació en mayo de 1973 y ha celebrado numerosos congresos de manera casi anual desde entonces. Entre los hispanistas italianos se encuentran Silvio Pellegrini, Pío Rajna, Antonio Viscardi, Luigi Sorrento, Guido Tammi, Francesco Vian, Alfonso Botti, Juana Granados de Bagnasco, Gabriele Ranzato, Lucio Ambruzzi, Eugenio Mele, Manlio Castello, Francesco Ugolini, Lorenzo Giussi, Elena Milazzo, Luigi de Filippo, Carmelo Samonà, Giuseppe Carlo Rossi, Giovanni Allegra, Livio Bacchi Wilcock, Camillo Berra, Carlo Boselli, Alberto del Monte, Glauco Felici, Ugo Gallo, Antonio Gasparetti, Oreste Macrì, Alessandro Martinengo, Dario Puccini, Flaviarosa Rossini, Mario Socrate, Francesco Tentori Montalto y Cesco Vian; los poetas Giuseppe Ungaretti, que tradujo a Luis de Góngora, y Pier Paolo Pasolini; Margherita Morreale, Giovanni Maria Bertini, Giuliano Bonfante, Carlo Bo, difusor de la poesía de Juan Ramón Jiménez; Ermanno Caldera, interesado en el teatro; Rinaldo Froldi, Guido Mancini, que escribió una Historia de la literatura española, Maria Grazia Profeti, autora de treinta ediciones críticas de teatro del Siglo de Oro, o Rosa Rossi, entre otros.
La publicación de la revista semestral Spagna contemporanea a partir de 1992 marca el nacimiento de una corriente de hispanismo historiográfico en Italia. Una corriente vital como comprueban la regular publicación de la revista y los congresos históricos internacionales organizados por la misma, en colaboración con diferentes institutos y universidades, a partir de 2001 en Novi Ligure, Módena y Turín.
El estado de los estudios italianos dedicados a la Edad Contemporánea española ha sido abordado en diferentes ocasiones (G. Stiffoni, 1986; A. Albònico, 1990; M. Mugnaini, 1994; F. García Sanz, 1998; V. Scotti Douglas y A. Botti, 2014). Por tanto, existe un marco suficientemente claro, bien con relación a los precursores en la primera mitad del siglo XIX, bien con relación el vacío de casi un siglo desde 1848 hasta los años cincuenta del siglo XX, al margen de lo que se publicó durante el período fascista. Bastante claro queda el período sucesivo también, a partir de los años cincuenta con el primer trabajo dedicado a España por parte del historiador académico, Giorgio Spini. A lo cual hay que añadir diferentes artículos publicados en la “Rassegna storica del Risorgimento” entre 1949 y 1954, sobre diferentes aspectos de la historia española del siglo XIX. A continuación, hay que se señalar los trabajos de A. Garosci (1959), G. Rovida (1959), A. Albònico (1976), G. Di Febo (1979), Ranzato (1984), A. Botti y C. Venza a partir de 1987.
Pueden resultar útiles los datos de un chequeo que se hizo en 2007 sobre el tratamiento de temas vinculados a la historia de España en las principales revistas historiográficas italianas en la década 1995-2005. Por lo que se refiere a las aportaciones de una cierta relevancia, a destacar  aquellas sobre la guerrilla en la Guerra de la Independencia, el modernismo religioso, las relaciones entre nacionalismo y catolicismo, la diplomacia española durante la Segunda Guerra Mundial, la politización de la religión, la Guerra civil y el movimiento anárquico.

### Hispanismo en Grecia
Tanto los griegos como los fenicios colonizaron el litoral hispano de Levante, pero no penetraron al interior de la Península, pues solo tenían intereses comerciales. Ellos introdujeron los cultivos de la uva y el olivo. En la Edad Media, gracias a la Magna Societas Cathalanorum se conquistó en 1380 territorios como los ducados de Atenas y Neopatria, quedando bajo la Corona de Aragón y la soberanía de Pedro el Ceremonioso, dominio que se mantuvo durante casi un siglo. Más tarde, en el siglo XV, numerosos judíos sefarditas expulsados por los Reyes Católicos emigraron a Grecia trayendo la lengua castellana y se asentaron sobre todo en Salónica. Hoy el día el español, en su modalidad de judeoespañol o ladino, se sigue hablando allí por sus descendientes. Además, en 1991, se crea también la Asociación de profesores de español e hispanistas en Grecia y en 1997 la Asociación de Hispanistas Griegos (Εταιρεία Ελλήνων Ισπανιστών), que cuenta con más de cincuenta miembros y celebró su primer congreso en Atenas al año siguiente bajo el título de España y la Cultura Hispánica en el Sureste Europeo. Entre los hispanistas griegos más destacados figuran Sylva Pandu, presidenta de esta Asociación y editora de poetas españoles, Victor Ivanovici, Giorgos Ruvalis, Amalia Ruvalis, Nikolaos Pratsinis, Nikolaos Cosmas, Rigas Kappatos, Anastasios Denegris, Anna Rosenberg, Tatiana Alvarado-Teodorika y Dimitris Filippis.

### Hispanismo en el mundo árabe
El hispanismo en los países árabes tiene un particular sentido, ya que España fue durante gran parte de su historia al Ándalus, un país hispano-árabe hasta el siglo XVI, y aun después tuvo en su población un amplio porcentaje de moriscos hasta su expulsión en 1609. Por demás, una parte de la expansión colonial española se desarrolló a través del Magreb. Los libaneses Musa Abbud y Nayib Abumalham destacaron como traductores de clásicos, especialmente del Quijote (Tetuán, 1947) y este último del Lazarillo de Tormes, entre otros. Hay figuras del hispanismo árabe tan tempranas como el marroquí Ahmad ibn Muhammad al-Maqqari (Tremecén, 1578 - El Cairo, 1632), o el poeta egipcio Ahmad Sawqi (1868-1932) y el que se puede considerar el primer hispanista científico, el libanés Sakib Arsilan (1869-1946), amigo de Sawqi, autor de un libro de viajes por España en tres volúmenes. El egipcio Taha Husayn (1889-1973), planteó la necesidad de renovar la relación con España entre otros países europeos del Mediterráneo e impulsó la edición de la gran enciclopedia literaria andalusí Al-Dajira, de Ibn Bassam, de Santarén (m. 1147). Otras figuras importantes son 'Abd al-‘Aziz al-Ahwani, 'Abd Allah ‘Inan, Husayn Mu’nis, Salih al-Astar, Mahmud Mekki y Hamid Abu Ahmad. Relacionados con el Instituto Egipcio de Madrid están Ahmad Mujtar al-'Abbadi, especializado en la historia de la Granada nazarí, Ahmad Haykal, Salah Fadl, As'ad Sarif 'Umar y Nagwa Gamal Mehrez. El I Coloquio del Hispanismo Árabe tuvo lugar en Madrid, del 24 al 27 de febrero de 1976. En los campamentos de refugiados de Tinduf, destacan los hispanistas Alí Salem Isemu, Mohamed Salem Abdelfath, Luali Lezna, Saleh Abdelahi, Chehdan Mahmud, Limam Boicha y Bahia Mahmud Awah; algunos de ellos ya residentes en España, Cuba y Argelia.

### Hispanismo en Países Bajos
A pesar de la áspera guerra que enfrentó a España y Países Bajos durante el Siglo de Oro de las letras españolas, existió sin duda un antiguo y fecundo hispanismo neerlandés; aparte de las numerosas traducciones del teatro barroco español (por Theodore Rodenburg, Federico Antonio de Coninq, Pedro Antonio Kimpe, Schouwenbergh, Claude de Grieck), el influjo más productivo de la literatura española áurea se dio en el gran escritor Gerbrand Bredero y de las traducciones de Guilliam de Bay en el siglo XVII, en el siglo XIX el Romanticismo despertó la curiosidad por todo lo español, sentido generalmente como extraño y exótico. El arabista Reinhart Dozy (1820-1883) hizo importantes contribuciones al estudio de la dominación musulmana en España, como Histoire des Musulmans d'Espagne (1861) y su continuación, Recherches sur l’Histoire et la littérature de l’Espagne pendant le Moyen Age que en su forma definitiva se publicó en 1881. Pocos años más tarde, el neerlandés Fonger de Haan (1859-1930) obtendrá la cátedra de literatura española de la Universidad de Boston. Dos de sus publicaciones, Pícaros y Ganapanes: estudios de erudición española de 1899 y An Outline History of the Novela Picaresca in Spain (1903) siguen siendo hasta el día de hoy puntos de partida para la investigación en ese campo; en 1918 intenta en vano despertar el interés de la Universidad Estatal de Groningen por los estudios del español. Algunos años más tarde regala su biblioteca hispanística a esta misma universidad.
Los estudios serios de la literatura encuentran nuevos impulsos gracias a la labor de Jan te Winkel de la Universidad de Ámsterdam con su Ontwikkelingsgang der Nederlandsche Letterkunde (1908-1921) que llegaría a tener siete volúmenes y que presta atención especial a la influencia que ejerció la literatura española sobre la neerlandesa en el siglo XVII. Otros investigadores como William Davids (1918), Joseph Vles (1926) y S. A. Vosters (1955) continuarían en la misma dirección que el neerlandista te Winkel. Pero para el hispanismo incipiente en Holanda también fueron de gran importancia dos romanistas, Salverda de Grave y Sneyders de Vogel. Jean Jacques Salverda de Grave (1863-1947) llegó a ser catedrático de Filología románica en la Universidad de Groningen en 1907, para ser sucedido en su cargo, al trasladarse a Ámsterdam en 1920, por Kornelis Sneyders de Vogel (1876-1958). En 1906 aparece, por primera vez desde 1659, un Diccionario español-holandés, seguido en 1912 por un Diccionario holandés-español, ambos compuestos por el doctor A. A. Fokker. Entre estas fechas y 1945 se publicarían doce diccionarios, de entre los cuales el de Van Dam (1937 y 1941) llegaría a ser el más conocido. También se publicarían 16 gramáticas, de Wansink (1889), Kerpestein (1919), Gerardus Johannes Geers (1924), Van der Kemp (1941) y de Ridder (1945), entre otros. Cabe mencionar aquí al doctor W. J. Van Baalen como un importante divulgador de la historia, costumbres y riqueza de Hispanoamérica en una decena de libros. Junto con el doctor Van Dam sería en 1932 uno de los fundadores del Nederlandsch Zuid-Amerikaansch Instituut, que tenía como uno de sus principales objetivos el fomento de los contactos comerciales y culturales entre ambos mundos, que en aquel entonces tan poco se conocían. 
El poeta groninguense Hendrik de Vries (1896-1989) hizo entre 1924 y 1936 doce viajes a España y, pese a que su padre, filólogo eminente y políglota, siempre se había negado a estudiar el español por odiar profundamente a una nación de tradición católica que durante la guerra de Flandes había impedido el nacimiento de un estado liberal y protestante, su hijo le salió muy diferente y desde niño fue atraído por lo español; a España dedicó su poemario Iberia de (1964).
En la Universidad de Utrecht hay un Instituto de Estudios Hispánicos, fundado en 1951 por Cornelis Frans Adolf van Dam, que ha sido un importante seminario de hispanistas. Por otra parte, en 1993 en la Universidad de Groninga se ha fundado el Centro de Estudios Mexicanos.
Johan Brouwer, que realizó su tesis sobre la mística española, escribió veintidós libros sobre tema español y realizó numerosas traducciones. Fue discípulo de Ramón Menéndez Pidal Cornelis Frans Adolf van Dam. El profesor de Groninga Jonas Andries van Praag ha estudiado el teatro español del Siglo de Oro en los Países Bajos y la Generación del 98, pero son también notables sus trabajos sobre los escritores sefardíes refugiados en Holanda. También trabajan en este campo el húngaro B. E. Vidos y J. H. Terlingen. Heredera de esta generación es la de Harm den Boer, Henk Oostendorp, Han van Wijk, Jan Lechner y Maxim Kerkhof; Cees Nooteboom ha escrito varios interesantes libros de viajes por diferentes partes de España y el hispanismo sigue vivo además con figuras como Barber van de Pol, que ha hecho la última traducción del Quijote al neerlandés, o con Rick Zaal, Gerrit Jan Zwier, Arjen Duinker, Jean Pierre Rawie, Els Pelgrom, Chris van der Heijden, Albert Helman, Maarten Steenmeijer o Jean Schalekamp.

### Hispanismo en Escandinavia

#### Dinamarca
Charlotte Dorotea Biehl (1776-1777) tradujo Don Quijote al danés en el siglo XVIII, así como las Novelas ejemplares (1780-1781). Hans Christian Andersen hizo un viaje por España del que dejó escrito un diario (Viaje por España, Alianza, 2005). Hay que mencionar también a Knud Togeby, a Carl Bratli, al calderonista Johann Ludwig Heiberg, a Kristoffer Nyrop y a Valdemar Vedel, que escribió sobre la Edad Media y el Barroco español e italiano.

#### Finlandia
En Finlandia hubo a principios del siglo XX en Helsinki un importante grupo de hispanistas, entre los que figuraban Oiva J. Tallgren, su esposa Tyyni Tuulio, Eero Neuvonen y Sinikka Kallio-Visapää. Actualmente destacan Timo Riiho, Ekman Satu, Taina Hämäläinen y Jukka Kiviharju de la Universidad de Helsinki, así como Angela Bartens y Diana Berber por la Universidad de Turku.

#### Islandia
En Islandia el español es el tercer idioma más demandado en los institutos de la isla, después del inglés y el danés y se imparte en dos universidades y en los principales institutos. En realidad, son muy pocos los islandeses menores de 30 años que no tienen una competencia suficiente en la lengua española. El origen de los diccionarios español-islandés se remonta al siglo XVII, cuando apareció en Islandia un glosario que pretendía facilitar la comunicación con los balleneros vascos que por entonces llegaron hasta la isla, creándose incluso un pidgin vasco-islandés. Incluso algunas palabras islandesas han pasado al español, como edredón o géiser. Existen hispanistas como Erla Erlendsdóttir de la Universidad de Islandia, y Hólmfríður Gardarsdóttir, Ellen Gunnarsdóttir y Margrét Jónsdóttir, en la Universidad de Reykiavik, que ha promovido la edición de un nuevo diccionario español-islandés, sustituto de uno de bolsillo menos extenso escrito en 1973.

#### Noruega
En Noruega fundó el hispanismo el profesor Magnus Gronvold, que tradujo a su lengua el Quijote en colaboración con Nils Kjaer, entre otras obras. Después vinieron Leif Sletsjoe y Kurt E. Sparre, ambos profesores de la Universidad de Oslo y el último un gran calderonista. En la actualidad existe un interés muy poderoso y renovado entre la juventud y en 2004 aparecieron no menos de tres gramáticas españolas para noruegos; existe una Asociación de Hispanismo Noruego y una Asociación Nacional de Profesores de Español y varias revistas como Corriente del Golfo, Tribune y Romansk forum.

#### Suecia
En Suecia destacan Erik Staaf, Edvard Lidforss, traductor del Don Quijote al sueco; Gunnar Tilander, editor de fueros medievales; Regina af Geijerstam, filóloga y editora de textos medievales; Alf Lombard, Karl Michaëlson, Emanuel Walberg, Bertil Maler, Magnus Mörner, Bengt Hasselrot y Nils Hedberg. Inger Enkvist ha investigado la novela hispanoamericana y a Juan Goytisolo, y ha escrito importantes estudios sobre educación. En Suecia enseñó también Mateo López Pastor, autor de un Historia de la literatura española contemporánea publicada allí en 1960. Ahora existen hispanistas como el lingüista Ingmar Söhrman, los traductores Lasse Söderberg, Peter Landelius, Kjell A. Johansson y Jens Nordenhök (traductor del Don Quijote al sueco) y los escritores/periodistas Nathan Shachar y Thomas Gustafsson.

### Hispanismo en Rumania
En Rumanía se considera iniciador del Hispanismo a Stefan Virgolici, quien tradujo gran parte del Don Quijote a su lengua y publicó, bajo el título Estudios sobre la literatura española (Jasi, 1868-1870) ensayos sobre Pedro Calderón de la Barca, Miguel de Cervantes y Lope de Vega, ensayos que aparecieron en la revista Convorbiri literare (Conversaciones literarias). Al. Popescu-Telega escribió un libro sobre Miguel de Unamuno (1924) y una comparación entre los folklores rumano y español (1927), realizó una biografía de Cervantes (1944) y una traducción del Romancero (1947) y ha publicado también una antología anotada en rumano. Han publicado libros sobre Cervantes también G. Calinescu e Ileana Georgescu y Tudor Vianu.

### Hispanismo en Hungría
El hispanismo húngaro es muy reciente, aunque con algunos antecedentes; el profesor y sacerdote Albin Körösi editó una colección de poesía española (1895) y escribió el hasta ahora único manual en húngaro sobre historia de la literatura española (1930). Le siguió su discípulo Oliver F. Brachfeld, que defendió una tesis sobre la presencia de temas húngaros en las baladas medievales catalanas y escribió un libro sobre Violante de Hungría, reina de Aragón (1942) en catalán y en español, aunque destacó más como traductor de literatura húngara al español. Vivieron en España Andrés Révész y Lorant Orbók. Principalmente en francés escribió el hispanista Vilmos Huszár, también conocido como Guillaume Huszár. Se hicieron numerosas ediciones de Cervantes y Lorca, los autores españoles más leídos junto a clásicos del Siglo de Oro. La cultura española se hace presente en la obra de László Passuth. En los años 1960, la Universidad Eotvos Lorant creó un departamento de filología hispánica con ayuda de las universidades cubanas, y en Budapest se establecieron estudios de Catalanística. Ádam Anderle, Kálmán Faluba, Janos Benyhe, Katalin Kulin, Matyas Horányi. De la historia de España se ocuparon Tíbor Wittman e Iván Harsányi. En los noventa se creó un segundo departamento de hispánicas en la Universidad de Szeged. De los sesenta y los setenta son economistas que escribieron sobre América Latina: Béla Kádár, András Inotai, Zoltán Kollár. A la siguiente generación pertenece Márta Zádor. Entre los politólogos Hispanoamericanistas destacaron György Kerekes, Judit Benkő, János Király, Sándor Gyenge. La antropología tiene su figura en Lajos Boglár y sus discípulos Mária Dornbach, János Gyarmati y Zsófia Vajkay. Hubo una importante generación de traductores literarios: László András, János Benyhe, Zsuzsa Takács, Éva Tóth, Nándor Huszágh, György Hargitai, András Simor, Éva Dobos, Vera Székács, Erzsébet Dobos, László Scholz, etc.
Las relaciones diplomáticas se restablecieron en 1977. En 1982 se organizó un Centro de Estudios de Historia de América Latina bajo la dirección de Ádám Anderle, discípulo de Tibor Wittman. En 1989, el último gobierno socialista suprimió la obligatoriedad de la lengua rusa en la enseñanza primaria y secundaria y se necesitaron para la enseñanza pública más profesores de lenguas extranjeras, por lo que se decidió crear en la Universidad de Szeged el segundo Departamento de Estudios Hispánicos del país (el primero fue en la Universidad de Budapest) y en la Universidad Católica Péter Pázmány se estableció una cátedra de español.

### Hispanismo en Eslovenia
En 1981 el profesor Mitja Skubic fundó la sección de Hispanística en el seno del Departamento de Filología Románica de la Universidad de Ljubljana, y para celebrar el trigésimo aniversario se ha organizado un congreso en noviembre de 2011 (enlace roto disponible en Internet Archive; véase el historial, la primera versión y la última).. Las cátedras de lengua y literatura españolas de dicha sección publican anualmente y desde 1991 la revista científica Verba Hispánica, que se ha convertido en un referente de la hispanística centroeuropea. Existe un grupo de teatro de estudiantes de español desde 1998, fundado por la prof. Santiago Alonso, y en 2007 se publicó un diccionario esloveno-español/español-esloveno (autoras: Markič, Pihler, Kalenić, Novak, Geršak, Drobnič, equipo que, junto a Maja Šabec, ha traducido también la obra teatral de Federico García Lorca al esloveno). La consolidación del español en este pequeño país alpino -dos millones de habitantes en una superficie equivalente a la provincia de Cáceres- ha sido espectacular tanto en el plano académico como en el escolar, en gran medida gracias a los esfuerzos realizados a finales de los noventa y en los primeros años del nuevo siglo por parte de un grupo de profesoras lideradas por Marjana Šifrar-Kalan, Branka Kalenič Ramšak y Jasmina Markič, quienes consiguieron asegurar su presencia duradera en los planes de estudio de secundaria. En 2010 se creó además la Asociación Eslovena de Profesores de Español (Slovensko društvo učiteljev španščine).
Actualmente hay inscritos unos 300 estudiantes de español en la Facultad de Letras de la Universidad de Ljubljana. En la escuela media es la lengua más estudiada después del inglés. En Liubliana existe también desde hace algunos años un aula del Instituto Cervantes que colabora asiduamente con la Universidad y con el sistema de educación secundaria. Una asignatura pendiente es la progresiva implantación del español en la enseñanza primaria.
En cuanto al cervantismo esloveno, la primera traducción íntegra y directa del Quijote es la de Stanko Leben, del año 1935. La segunda traducción es de Niko Košir (1973).

### Hispanismo en Serbia
Desde el siglo XIV se documenta la existencia de castellanos y catalanes en Dubrovnik. La primera traducción directa del Quijote al serbio se realizó en la segunda mitad del siglo XIX, cuando la Fundación Ilija Kolarac editó la traducción completa de Djordje Popović; el último volumen se imprimió en 1896, y se reimprimió en 1938 en Belgrado y dos veces más modernizada. La versión de Duško Vrtunski apareció en 1988, y la más documentada por Aleksandra Mančić, sobre las ediciones críticas, en 2005. Pero muy pocos más autores se traducían, ya que las versiones en croata, más numerosas, eran legibles para los serbios, al tratarse prácticamente de casi el mismo idioma. Mientras que Belgrado destaca solo Kalmi Baruh, en Zagreb se distinguen Jakša Sedmak e Iso Velikanović. Fueron especialmente populares las novelas de Vicente Blasco Ibáñez, García Lorca, Pablo Neruda, Miguel de Unamuno, Ramón J. Sender. El boom hispanoamericano comienza con las traducciones en los sesenta de Juan Rulfo, Julio Cortázar y Carlos Fuentes, pero solo estalla realmente con la traducción en 1973 de Cien años de soledad de Gabriel García Márquez. Siguieron Onetti, Sabato, Roa Bastos, Rayuela de Cortázar, Vargas Llosa, Alejo Carpentier, Manuel Puig y José Donoso y muchos otros más recientes. Incluso se publicó un Diccionario de la literatura hispanoamericana obra de la profesora Ljiljana Pavlović Samurović. El ministerio de cultura español, por otra parte, subvencionó traducciones de La Celestina, El Lazarillo de Tormes, De los nombres de Cristo (Fray Luis de León), Camino de perfección, El Buscón, La Regenta, Pepita Jiménez, la nueva traducción del Quijote y los sonetos de Garcilaso de la Vega.
Entre los 1700 voluntarios de los estados yugoslavos a las Brigadas Internacionales destacaron el futuro ministro de asuntos exteriores y vicepresidente Koča Popović, quien sostuvo contactos con los surrealistas franceses y tradujo entre otras cosas algunos poemas de Federico García Lorca al serbio. El estudio sistemático de la lengua y literatura española comienza en 1951 cuando se introduce el español como materia facultativa en la Universidad de Belgrado, impartida por el refugiado José Bort-Vela; impartieron clases también el argentino Juan Octavio Prenz y Ljiljana Pavlović, pero solamente se desarrolla como programa de licenciatura en Filología de cuatro años en 1971; otras universidades la imitaron impartiendo licenciaturas de Filología hispánica, como la Universidad de Kragujevac y la de Novi Sad. Destacan en especial los cervantistas, como Ljiljana Pavlović Samurović y Jasna Stojanović. También hay hispanoamericanistas, como Vesna Dickov.

### Hispanismo en Asia
Existe una Asociación Asiática de Hispanistas, fundada en 1985, con reuniones cada tres años. Estas fueron interrumpidas por razones económicas, pero anuncia su quinto congreso en enero de 2005.

#### China
Las relaciones culturales entre China y España son tan antiguas que incluso ha subsistido un manuscrito, descubierto en 2017 por José Luis Caño Ortigosa en un convento dominico de Taiwán, del Vocabulario del dialecto de Chouzhou compuesto a principios del siglo XVII (coetáneo, por tanto, del diccionario de Sebastián de Covarrubias de 1611) por predicadores dominicos, de mil páginas y con 21.000 acepciones.
Sin embargo, con excepción del Quijote, en los años anteriores a la fundación de la República Popular de China se tradujeron sólo algunas novelas de Vicente Blasco Ibáñez y Pío Baroja. Lu Xün tradujo Canciones del suburbio de Pío Baroja (1953). Dian Wangshu tradujo dos antologías de los cuentos de Blasco Ibáñez y de otros autores españoles (Shanghái, 1928 y 1936 respectivamente). Con la revolución se tradujeron exclusivamente obras clásicas de carácter realista y críticas con el Capitalismo. Destacan en especial el Lazarillo de Tormes, traducido por Yang Jiang en 1951 y reimpreso en 1953, 1956, 1962 y 1978. El sombrero de tres picos de Pedro Antonio de Alarcón, traducido por Bo Yuan en 1959; Doña Perfecta de Benito Pérez Galdós traducido por Zhao Qingshen (1961) y las obras de Vicente Blasco Ibáñez Sangre y arena (traducida por Lü Moye (1958), La barraca (traducida por Zhuang Zhong, 1962) y Cuentos escogidos (traducida por Dai Wangshu, 1956). Además, una Antología de la poesía revolucionaria española traducción de Huang Yaomian (1951) y una Antología poética de Rafael Alberti por Tuo Sheng y otros (1959); Poemas escogidos de García Lorca por Dai Wangshu (1956) y Fuenteovejuna de Lope de Vega por Zhu Baoguang (1962). Se tradujo la primera parte de Don Quijote con el título Historia de un caballero loco en 1922 por Lin Shu (1852-1924) a través de una versión oral desde un original en inglés realizada por su ayudante Chen Jialin; la versión era tan mala que el notable cervantista y ensayista Zhou Zuoren (1885-1967) se horrorizó y mostró avergonzado. Jiang Ruiqing, Wen Zhida y Fu Donghua realizaron sus respectivas traducciones en los años 1933, 1937 y 1939. La última edición antes de la fundación de la República Popular de China fue la adaptación de Fan Quan en 1948, pero ninguna era una traducción íntegra ni directa de la obra; Dai Wangshu trató de traducir el Quijote completo desde la lengua original, que conocía bien, pero su manuscrito se perdió en la guerra. En el año 1979, poco después de acabar la Revolución Cultural, la editorial de la Literatura del Pueblo publicó una traducción directa del original realizada por Yang Jiang, que ha sido la más leída hasta la actualidad, y ya se dispone de las traducciones íntegras y directas de Dong Yansheng (1995, por la editorial de Literatura y Arte de Zhejiang, revisada en 2006), de Tu Mengchao (1995, por la editorial Yilin), de Liu Jingsheng (1995, por la editorial de Lijiang), de Tang Minquan (2000, por la editorial del Pueblo de Shanxi), de Sun Jiameng (2001, por la editorial Literatura y Arte de Octubre de Beijing) y de Zhang Guangsen (2001, por la editorial de Yiwen de Shanghái). El cervantismo ha sido una corriente del hispanismo muy fructífera en este país, con eruditos como Zhou Zuoren, Chen Yuan, Lu Xün y Qu Qiubai, que polemizaron entre sí, y otros como Tan Tao y Qian Liqun. Por otra parte, Cervantes influyó en escritores como Zhang Tianyi y Fei Ming. En 1996 la editorial de Literatura del Pueblo publicó las Obras completas de Cervantes en ocho volúmenes.

#### Corea
La relación de España con Corea tiene ya un precedente en la figura de Gregorio Céspedes en el siglo XVI, estudiada por Chul Park. La primera traducción de una obra de la literatura española fue, indudablemente, la de Don Quijote de la Mancha, en 1915, aunque ya en 1907 se hizo una traducción parcial en una revista literaria. Después vinieron los diccionarios: en 1960 se publicó el primer diccionario español-coreano y en 1975 el primero de coreano-español. En los años ochenta se dio un auténtico rosario de traducciones; entre los clásicos, fueron especialmente afortunados Baltasar Gracián, Federico García Lorca y Miguel de Unamuno; entre los hispanoamericanos, Isabel Allende, Gabriel García Márquez, Mario Vargas Llosa y Jorge Luis Borges. En cuanto al pasado inmediato, la enseñanza del español en este país tiene ya cincuenta años de historia y cuenta en el momento con una fuerte demanda. Desde 2001, el español figura como lengua optativa en la enseñanza secundaria y la Asociación Coreana de Hispanistas (ACH) se creó el 17 de abril de 1981 y realiza dos congresos anuales, en junio y diciembre. Actualmente, publica la revista Estudios Hispánicos. La Asociación Coreana de Estudios Latinoamericanos (LASAK), se fundó en 1986, cinco años después de la Asociación Coreana de Hispanistas, y como ésta organiza anualmente dos congresos y publica una revista trimestral (marzo, junio, septiembre y diciembre) titulada Revista Asiática de Estudios Latinoamericanos desde 1988. Por iniciativa de la Universidad Hankuk de Estudios Extranjeros se creó en 1985 la Asociación Asiática de Hispanistas, cuyo primer y hasta ahora único presidente es el profesor Kim I Bae, uno de los fundadores del hispanismo en Corea. Su primer congreso fue en 1985, en Seúl; el segundo, en 1988 en Manila; el tercero, en 1992, en Tokio; y el cuarto y último en 1996 y nuevamente en Seúl, por razones simplemente presupuestarias. Además cada universidad suele tener su propio centro de investigación y sus propias revistas bianuales, como, por ejemplo, el Instituto de Estudios Iberoamericanos de la Universidad Nacional de Seúl (año de fundación, 1989) y el Instituto de Estudios Latinoamericanos de la Universidad Hankuk de Estudios Extranjeros, que es la más antigua (1974). Por otra parte, el director de la sección de español del Instituto de Traducción de Corea es Ko Young-il, quien ha supervisado importantes traducciones.
Entre otros hispanistas conocidos internacionalmente, podemos citar a Kim I Bae, Chul Park, Yong-Tae Min, Ko Young-il, Kim Hyung-chang, Kim Chang-min, Kwon Eun-hee, Yoon June-shik, J. W. Bahk y Kim Un Kyung.

#### Filipinas
El Hispanismo de Asia tiene especial razón de ser en las Islas Filipinas, poseyendo por ello denominación particular que en gran medida le es propia: Filipinismo[cita requerida]. En Filipinas el idioma español no es extranjero sino propio, si bien ha perdido relieve frente a diversas lenguas indígenas del archipiélago, especialmente el tagalo como lengua nacional y, sobre todo, el inglés, lengua impuesta de uso administrativo y elemental común que ha provocado una gran diglosia. En 1900 hablaban español un millón de filipinos como lengua materna y algunos hispanistas filipinos estiman trescientos mil más en 1897, lo que suponía el 14 % de la población, y en torno a un 60 % poseía un conocimiento suficiente del idioma, aunque no lo hablaran correctamente. Hoy menos de cinco mil personas dicen hablarlo como lengua materna, aunque su léxico continua vivo en las lenguas criollas como el chabacano, e incluso las no criollas como el cebuano, el ilocano, el tagalo y otras poseen una base léxica fundada en importante medida sobre el español.
Irónicamente, la mayor parte de la producción literaria en español de Filipinas se dio durante la dominación estadounidense, porque la lengua española predominaba entre los intelectuales filipinos. Uno de los mayores escritores del país, Claro Mayo Recto, continuó escribiendo en español hasta 1946, aunque escritores mejor conocidos en ese periodo fueron Francisco Alonso Liongson (El Pasado Que Vuelve, 1937), Isidro Marfori, Cecilio Apóstol (Pentélicas, 1941), Fernando María Guerrero (Crisálidas, 1914), Gaspar Aquino de Belén, Flavio Zaragoza Cano (Cantos a España y De Mactán a Tirad) y otros muchos. Manila, Cebú, Bacolor y otras ciudades y villas contaban con escritores en español, y se publicaban en él periódicos como El Renacimiento, La Democracia, La Vanguardia, El Pueblo de Iloílo, El Tiempo etc. Tres revistas, The Independent, Philippine Free Press y Philippine Review se publicaban en inglés y español.
En Manila hay una sede del Instituto Cervantes que desde hace años imparte clases de español, y también existe la Real Academia Filipina de la Lengua, correspondiente de la RAE, que vela por la enseñanza y buen uso del español en Filipinas. Pero en el país no existe una institución o asociación que aglutine y defienda los intereses de los propios hispanofilipinos.
Entre los hispanistas más importantes, fuera del héroe nacional, poeta y novelista José Rizal, cabe citar a Antonio M. Molina, Claro Mayo Recto, a José María Castañer, a Edmundo Farolán Romero, a Guillermo Gómez Rivera, a Miguel Fernández Pasión, a Alfonso Félix, a Jaime Sin, a Isabel Caro Wilson y a Lourdes Castrillo entre otros muchos.
Filipinas ha dado también algunos destacados escritores en español, entre los que cabría destacar a Guillermo Gómez Windham, Evangelina Guerrero, Jesús Balmori entre otros, todos ellos ganadores del premio Zóbel de literatura hispanofilipina.
El semanario Nueva Era de Manila es la única revista filipina en español que todavía se sigue editando, aunque existe también en la red una importante Revista Filipina dirigida por Edmundo Farolán.
La expresidenta Gloria Macapagal Arroyo, que habla el idioma, ha realizado un importante esfuerzo para reintroducir la lengua española en el sistema educativo del país, ya que en 1986 fue excluido como materia obligatoria del sistema educativo, 13 años después de que dejase de ser idioma oficial.

#### India
En la realidad plurilingüe de India, las traducciones directas de las literaturas clásicas española e hispanoamericana suelen ser en realidad retraducciones desde el inglés. Hay versiones del Quijote desde el inglés en hindi, bengalí, marathi, tamil y cachemir, y versiones extractadas en asamés, canarés, malabar, oriya, panyabí, sánscrito, télugu, urdu y guyaratí. El arte y la literatura hispanoamericana moderna son bien conocidos; Vibha Maurya es doctora en Literatura Hispanoamericana y catedrática y profesora de Estudios Hispánicos en la Universidad de Delhi y ha traducido a Julián Marías, Javier Marías y Juan Benet, además del Quijote de forma directa por primera vez al hindi. Hay que recordar históricamente que el primer encuentro de la India con España, tuvo lugar primeramente el 6 de mayo de 1542 y más adelante entre el 24 de enero y el 18 de febrero de 1552, con la llegada del misionero jesuita Francisco Javier y otros españoles. Se establecieron principalmente en Cochín y Goa, ambas ciudades que formarían parte de la India portuguesa, bajo posición del imperio portugués y más adelante gobernadas por el imperio español, con la Unión Ibérica (1581-1640). Allí Francisco Javier, prepara un texto divulgativo basado en el catecismo de Juan Barros y comienza a predicar la doctrina católica en Goa, a la vez que asiste a moribundos, visita a presos y socorre a pobres.
Para lograr un acercamiento más intenso se dedica a aprender la lengua del país. Tras rechazar el puesto de director del seminario de San Pablo, se embarca, en octubre de 1542, para las islas de la Pesquería, donde permaneció más de un año.
Evangeliza a los indios Paravas y recorre las ciudades de Tuticorrín, Trichendur, Manapar y Combuture. Encontró la oposición de los brahmanes, que habitaban las pagodas de la región.
Aprendió tamil y tradujo a esa lengua parte de los textos cristianos y una plática sobre el cielo y el infierno.
En noviembre de 1543 se encuentra con sus compañeros Micer Paulo y Mansilla en Goa y se entrevista con el obispo de la ciudad, Juan de Alburquerque, para pedirle misioneros. El obispo destina a 6 sacerdotes para esa labor. Con los nuevos colaboradores se vuelve de nuevo a la Pesquería. En el viaje escribe varias cartas a sus compañeros de Roma, en una de ellas dice:

muchos cristianos se dejan de hacer en estas partes, por no haber personas que se ocupen en la evangelización. Muchas veces me mueven pensamientos de ir a esas Universidades dando voces como hombre que tiene perdido el juicio, y principalmente a la Universidad de París, diciendo en la Sorbona a los que tienen más letras que voluntad, para disponerse a fructificar con ellas; ¡cuántas almas dejan de ir a la gloria y van al infierno por negligencia de ellos! Es tanta la multitud de los que se convierten a la fe de Cristo en estas partes, en esta tierra donde ando, que muchas veces me parece tener cansados los brazos de bautizar, y no poder hablar de tantas veces de decir Credo y mandamientos en su lengua de ellos y las otras oraciones.

Establece en las Pesquería un sistema de asignación de territorios a un responsable, el cual debía de mantenerle informado del devenir de la misión. Una vez que ha organizado ese territorio, parte hacia Manapar y el distrito sur. Permanece un mes con los makuas, bautizando a más de 10 000.

#### Israel
El hispanismo israelí tiene una larga tradición, pues no en vano los sefarditas expulsados de España en 1492 por los Reyes Católicos llevaron y conservaron su castellano del siglo XV allá donde fueron: Miguel de Barrios y José Penso de la Vega crearon una academia en Ámsterdam y escribieron obras en el brillante español del Siglo de Oro. En la actualidad existen varios medios de comunicación israelíes en español, algunos de larga data, como el semanario Aurora, y otros de reciente creación: un periódico digital y tres estaciones de radio. El 2'7 por ciento de los siete millones de habitantes de un país multicultural como Israel conoce el idioma. Hay también hablantes de judeoespañol, unos 100 000 en la actualidad, originarios de países del antiguo Imperio Otomano y del norte de África, quienes también forman parte del hispanismo en Israel. En época moderna cabe mencionar a Samuel Miklos Stern, descubridor de las jarchas, o al gran estudioso de la Inquisición española, el profesor Bension Netanyahu, y otros muchos, como Haim Beinart. Otros estudiosos israelíes se han acercado a la literatura y sobre todo la historia de España, siempre desde una óptica mediatizada por los malentendidos culturales y, con frecuencia, por las tesis de Américo Castro. El Quijote fue vertido al hebreo dos veces; la primera por Natan Bistrinsky y Nahman Bialik, y en 1994 por Beatriz y Luis Landau; este último es catedrático del Departamento de Literatura Hebrea de la Universidad Ben Gurión en el Negev y ha escrito el libro Cervantes y los judíos (2004). El historiador Yosef Kaplan ha escrito numerosas obras y ha traducido las Excelencias de los judíos de Isaac Cardoso al hebreo.
La Asociación de Hispanistas Israelíes (AHI) se creó el 21 de junio de 2007 en la sede del Instituto Cervantes de Tel Aviv con más de una treintena de profesores, investigadores e intelectuales relacionados con la lengua, literatura, historia y cultura de España, Portugal, América Latina y el mundo sefardí (ladino). La reunión fue convocada por los profesores Ruth Fine (Universidad Hebrea de Jerusalén), elegida primera presidenta de la asociación; Raanán Rein (Universidad de Tel Aviv), Aviva Dorón (Universidad de Haifa) y Tamar Alexander (Universidad Ben Gurión del Neguev). Otros hispanistas importantes son Shlomo Ben Ami y Rosalie Sitman.

#### Japón
El primer encuentro de Japón con España tuvo lugar el 15 de agosto de 1549 con la llegada al sur de Japón del misionero jesuita Francisco Javier y otros dos españoles más, uno de ellos un gran lingüista, Juan Fernández; Javier murió en 1552, pero ya en 1592 se publicó una versión japonesa abreviada de la Introducción al Símbolo de la Fe de fray Luis de Granada y luego en 1599 otra abreviada también de la Guía de pecadores del mismo autor; los progresos de la religión occidental alarmaron a los daimios locales y empezó a gestarse la expulsión. Juan Fernández se dedicó durante 18 años a aprender bien el japonés y, según Marcelino Menéndez y Pelayo, editó un Dictionarium Japonicum duplex que se ha perdido. En 1630, en Manila, se publicó un monumental Vocabvlario de lapon declarado primero en portvgves con treinta mil palabras que explica hasta los términos budistas y los tecnicismos de la literatura japonesa. Se publicó en Filipinas porque desde fines del siglo XVI arreciaban las persecuciones contra el Cristianismo hasta que en 1613 se prohibió oficialmente en toda la isla y se inició un período de ruptura que se agrava en 1639 con el inicio del aislamiento del país: a la expulsión de los extranjeros se unió la prohibición a los propios japoneses de ir más allá de sus fronteras. Algunas palabras del español pasaron, sin embargo, al idioma japonés, muy parecido fonéticamente: pan y jabón, por ejemplo. Otro diccionario importante fue el del dominico Diego Collado, que pasó tres años en Japón y en 1632 publicó en Roma su Dictionarium sive Thesauri Iaponicae Compendivm; también escribió una Ars Grammaticae Iaponicae Linguae (1632).
Con la restauración Meiji cambiaron las cosas y en 1878 se restablecieron las relaciones diplomáticas entre España y Japón. El primer centro donde se impartieron cursos de lengua española fue la Escuela de Idiomas de Tokio, conocida hoy como Universidad de Estudios Extranjeros de Tokio, en 1897. Allí Gonzalo Jiménez de la Espada formó a los primeros hispanistas japoneses, Hirosada Nagata, primer traductor del Quijote a la lengua japonesa y considerado como patriarca del hispanismo en Japón, y Shizuo Kasai. La Universidad de Estudios Extranjeros de Osaka los establece en 1921, pero la mayoría de los departamentos de estudios hispánicos se crearán en las décadas de 1970 y 1980. La primera traducción, incompleta, y más bien adaptada, del Quijote, es de 1887. El traductor es Shujiro Watanabe. Otras, igualmente parciales y a través de traducciones inglesas son de 1893, 1901, 1902, 1914, etc. Y por fin en 1915 se publica la primera traducción japonesa completa en dos volúmenes, hecha por Shimamura y Katakami, también desde el inglés; otra completa entre 1927 y 1928 por Morita, y, al fin, la primera versión directa al japonés se da en 1948: Hirosada Nagata (1885-1973) publica este año gran parte de la traducción directa del original del Quijote, y la completa su discípulo Masatake Takahashi (1908-1984) en 1977; por esta demora se adelanta en 1960-62 el gran precursor del hispanismo literario de Japón, Yu Aida (1903-71).
La Asociación Japonesa de Hispanistas fue fundada en Tokio en 1955 y actualmente agrupa a unos cuatrocientos hispanistas japoneses y extranjeros residentes en Japón, sobre todo profesores universitarios. En 110 universidades japonesas se enseña el español y en 18 existe el departamento de español. Inversamente, en España existe el Centro Cultural Hispano-Japonés de la Universidad de Salamanca y otras universidades españolas, como la Universidad de Valladolid, la Universidad de Santiago de Compostela, la Universidad Complutense de Madrid, la Universidad Autónoma de Barcelona y la Universidad Autónoma de Madrid llevan cierto tiempo inmersas en intercambios y colaboración con centros de enseñanza superior japoneses y han introducido los estudios japoneses en las aulas universitarias españolas. El ICI posee cierto número de becas para hispanistas japoneses. Desde 1956 la Asociación Japonesa de Hispanistas posee una revista, Kaiho, que al segundo número cambió su título a Hispánica; y ha realizado cincuenta y cuatro congresos. En Japón se estudia sobre todo la sintaxis y el léxico por medio del Proyecto de la Variación Léxica del Español en el mundo (Varilex) coordinado por Hiroto Ueda, Toshihiro Takagaki y Antonio Ruiz Tinoco. Actualmente el presidente de la asociación es Noritaka Fukushima, autor de importantes trabajos sobre el subjuntivo español.
Otros órganos del hispanismo japonés son el Círculo de Estudios Lingüísticos Hispánicos de Kansai (que edita la revista Lingüística Hispánica: 1978-), la Sociedad Japonesa de Historia de España (Estudios de Historia de España: 1979- ), la Asociación Japonesa de Estudios Latinoamericanos (Anales de Estudios Latinoamericanos: 1981- ), el Círculo de Estudios Lingüísticos Hispánicos de Tokio (Estudios Lingüísticos Hispánicos: 1983- ), la Sociedad de Historia Contemporánea Española (Historia Contemporánea Española: 1983- ), la Asociación Académica Nipo-Española-Latinoamericana (1988, Cuadernos Canela: 1989- ), la Tertulia Cervantina de Kioto (Biblioteca Hispánica: 1998- ) y la Asociación Borgiana (1999, Meikyu 2000- ).
Algunos hispanistas son Kenji Inamoto, Katsuhiro Ueno, Kunihiko Sato, Akira Sugiyama, Toshihiro Takagaki, Takaatsu Yanaginara, Hiroto Ueda, Ichiro Eto, Seiji Honda, Kenji Hinamoto, Masami Miyamoto, Junnosuke Miyoshi, Kakuzi Takahasi, Shinya Hasegawa, Shoji Bando, Wataru Hirata. El profesor Ryohei Uritani ha publicado una "Historia del hispanismo en el Japón" en Español actual: Revista de español vivo, núm. 48, 1987, págs. 69-92.
Japón cuenta hoy con un parque temático dedicado a España, y la guitarra y el flamenco son muy populares. España es uno de los destinos preferidos del turismo japonés (alrededor de unos 700 000 viajeros anuales).[cita requerida]

### Hispanismo en África
Importantes hispanistas africanos son Mohammed Salhi (Marruecos), Ridha Mami (Túnez), Mahmud Ali Makki (Egipto), Pr Sosthene Onomo Abena, (Camerún) y El Hajd Amadou Ndoye (Senegal).
Existen dos grandes acervos de accesibles con producción africana de expresión española: Fondo Digital de Guinea Ecuatorial de la Biblioteca Digital de AECID y la Biblioteca Africana de la Biblioteca Virtual Miguel de Cervantes.

#### Benín
El español surge en los años sesenta en la liturgia para luego incorporarse en la enseñanza. El gobierno autoriza el aprendizaje del español a partir del tercer año de secundaria. Existe una Sección de Español en la Universidad de Abomey-Calavi y en el Lycée Béhanzin. También se aprende español en los colegios de Akpakpa, Gbégamey, Godomey, Ségbéya y Zogbo. Vincent Hermann es un connotado traductor. Hispanistas destacados son Damien Adomou, Marcel Vinakpon Houndefo y Célestine Terera. En 1997 fundó la Asociación de Profesores de Español de Benín.

#### Camerún
En 1994 se funda la Asociación Camerunesa de Hispanistas y en 2006, en Buea, la Asociación Pedagógica de Profesores del Suroeste de Camerún. En 1951 se introduce el español en el currículum escolar camerunés en el Lycée Leclerc de Yaundé. Desde 1977, la Escuela Normal Superior de la Universidad de Yaundé I empezó a formar profesores de español y crea el Departamento de Estudios Ibéricos. La Universidad de Duala y la Universidad de Dschang también imparten la cátedra de español. En 1989 surgió el Centro Cultural Español, que desafortunadamente cerró sus puertas (julio de 2013) con el motivo de los recortes impuestos por la conyuntura económica europea. Algunos autores de literatura en español son Robert Marie Johlio, Céline Clémence Magnéché, Mol Nang, Guy Merlín Tadoun y Germain Metanmo. Como docentes-investigadores especializados en temas lingüísticos se mencionan algunas figuras recientes, doctores por las universidades españolas como Issacar Nguendjo, coordinador de la sección de estudios hispánicos en la Universidad de Dschang.

#### Costa de Marfil
En Costa de Marfil, el español está presente en el sistema educativo privado y también en el público como segunda lengua extranjera y en segundo ciclo; la enseñanza superior local también propone formación en lengua española en el Departamento de Estudios Ibéricos y Latinoamericanos (creado en 1969) de la Universidad de Cocody-Abiyán, así como en la Universidad de Bouaké, la Escuela Normal Superior, la Universidad de Vacaciones y la Université de l’Atlantique. De 1991 a 1998 hubo un Aula del Instituto Cervantes en la Embajada de España en Abiyán. En 1998 se funda la Asociación Ivoriana de Profesores de Español de Secundaria.

#### Gabón
Actualmente hay un auge importante del español en esta nación, pero no ha habido apoyo internacional para su desarrollo. El español es parte de la enseñanza secundaria y es muy común escucharlo en las calles de Libreville por la gran cantidad de ecuatoguineanos que viven en Gabón. El Ministerio de Educación Nacional de Gabón, cuenta con un Departamento de Español, así como la Escuela Normal Superior de Libreville, el Instituto Superior de Tecnología y el Instituto Universitario de Secretariado y de Ciencias de las Organizaciones. La Universidad Omar Bongo cuenta con un Departamento de Estudios Ibéricos e Hispanoamericanos así como un Centro de Investigaciones Afrohispánicas. Se destacan como hispanistas y traductores Jean-Félicien Boussoughou, Codjo Camille Winsou, Verónique Solange Okome-Beka, Gisèle Avome Mba y Eugénie Eyeang.

#### Guinea Ecuatorial

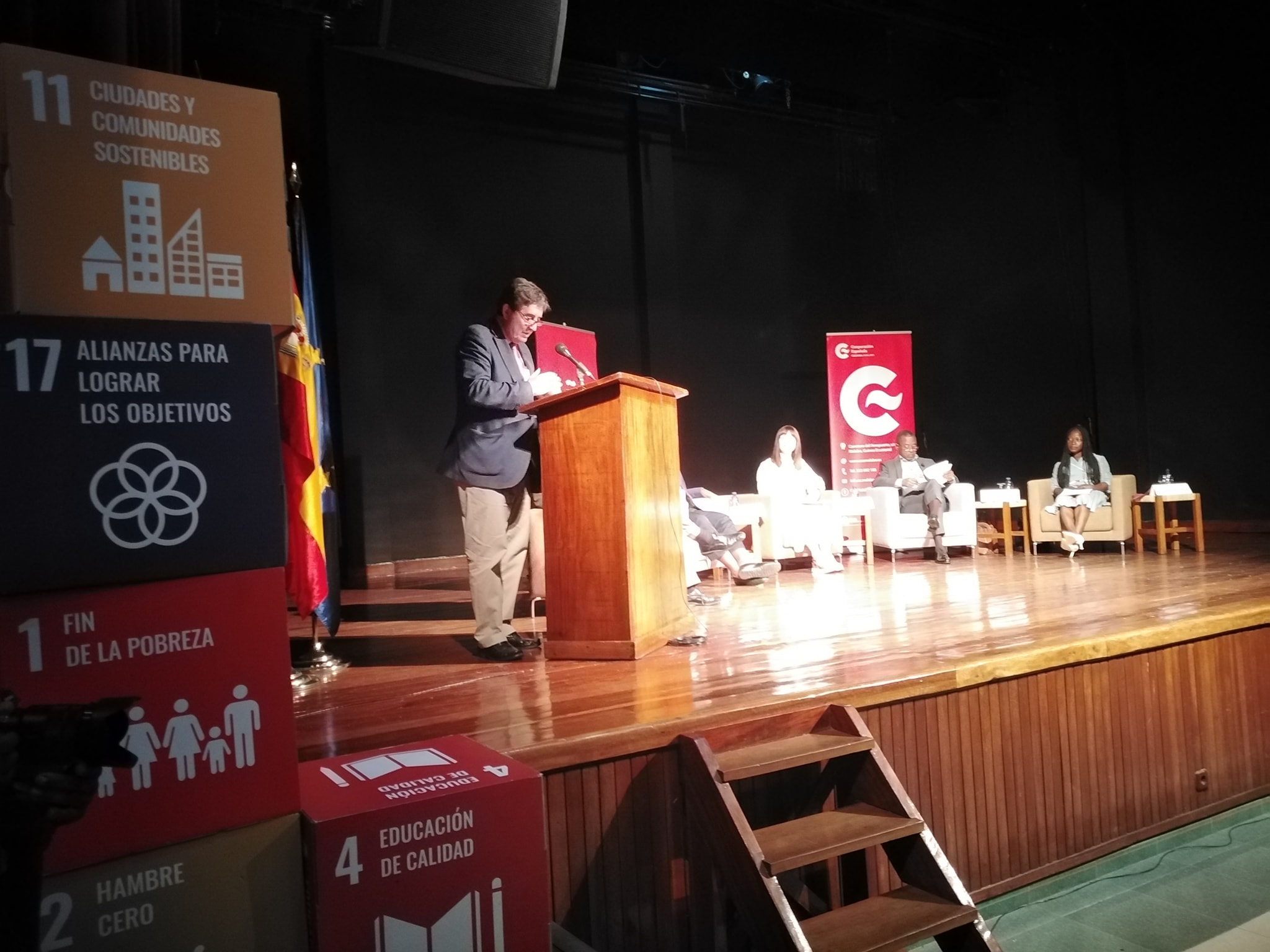
15.ª edición de la Tribuna del Hispanismo del Instituto Cervantes en el Centro Cultural de España en Malabo (21 de julio de 2022).

Entre las Recomendaciones del Primer Congreso Internacional Hispánico-Africano de Cultura (1983) se incluyó "La adopción de las medidas que aseguren la continuidad del idioma español, lengua oficial del Estado, integrada en el acervo cultural guineano y nexo entre las diferentes etnias que componen la República de Guinea Ecuatorial, etnias que tienen, a su vez, un tronco común en la tradición bantú." 
En 2005 se celebró en el Centro de la UNED en Malabo (Guinea Ecuatorial) el Congreso Internacional de Hispanistas en África, constituyéndose la Asociación Africana de Hispanistas y Profesores de Español inicialmente con sede en Malabo y presidencia de Vital Tama, si bien actualmente tiene su sede en Camerún.
En 2007, los Centros Culturales de España en Bata y Malabo adquieren la condición de centros examinadores de los diplomas de Español DELE por encomienda de gestión del Instituto Cervantes. Desde 2013, Guinea Ecuatorial cuenta con una Academia de la Lengua Española (AEGLE), integrada en ASALE.
En julio de 2022, el Instituto Cervantes organizó en el Centro Cultural de España en Malabo la 15.ª Tribuna del Hispanismo, dedicada las hispanismo ecuatoguineano. En la misma, Luis García Montero anunció la "próxima apertura de una observatorio del Español en África con sede en Malabo".

#### Senegal
El español es la lengua optativa más estudiada en la secundaria, es elegida por más del 50 % de los alumnos que cursan estos estudios. En 1985 se creó la Asociación de Profesores de Español de Senegal. En 2009 se estableció un Aula del Instituto Cervantes en la Universidad Cheikh Anta Diop y, en 2012, el Colegio Español de Dakar. La Universidad Gaston Berger de Saint-Louis cuenta con una Sección de Español en el Departamento de Lenguas Extranjeras Aplicadas. Existe una Asociación de Profesores de Español de Enseñanza Secundaria y la Asociación de Estudiantes Universitarios de Español.